# Història d'Espanya
La història d'Espanya és la pròpia d'un estat europeu, i tot i ser un presentisme, s'hi inclou tant el període comprès des de la prehistòria i la creació de la Hispània romana, passant per la Hispània visigoda, al-Àndalus, els regnes cristians, la Monarquia Hispànica i la formació i caiguda de l'Imperi Espanyol, fins a la formació del modern estat nació i la instauració de l'actual regne constitucional espanyol.

## Edat antiga

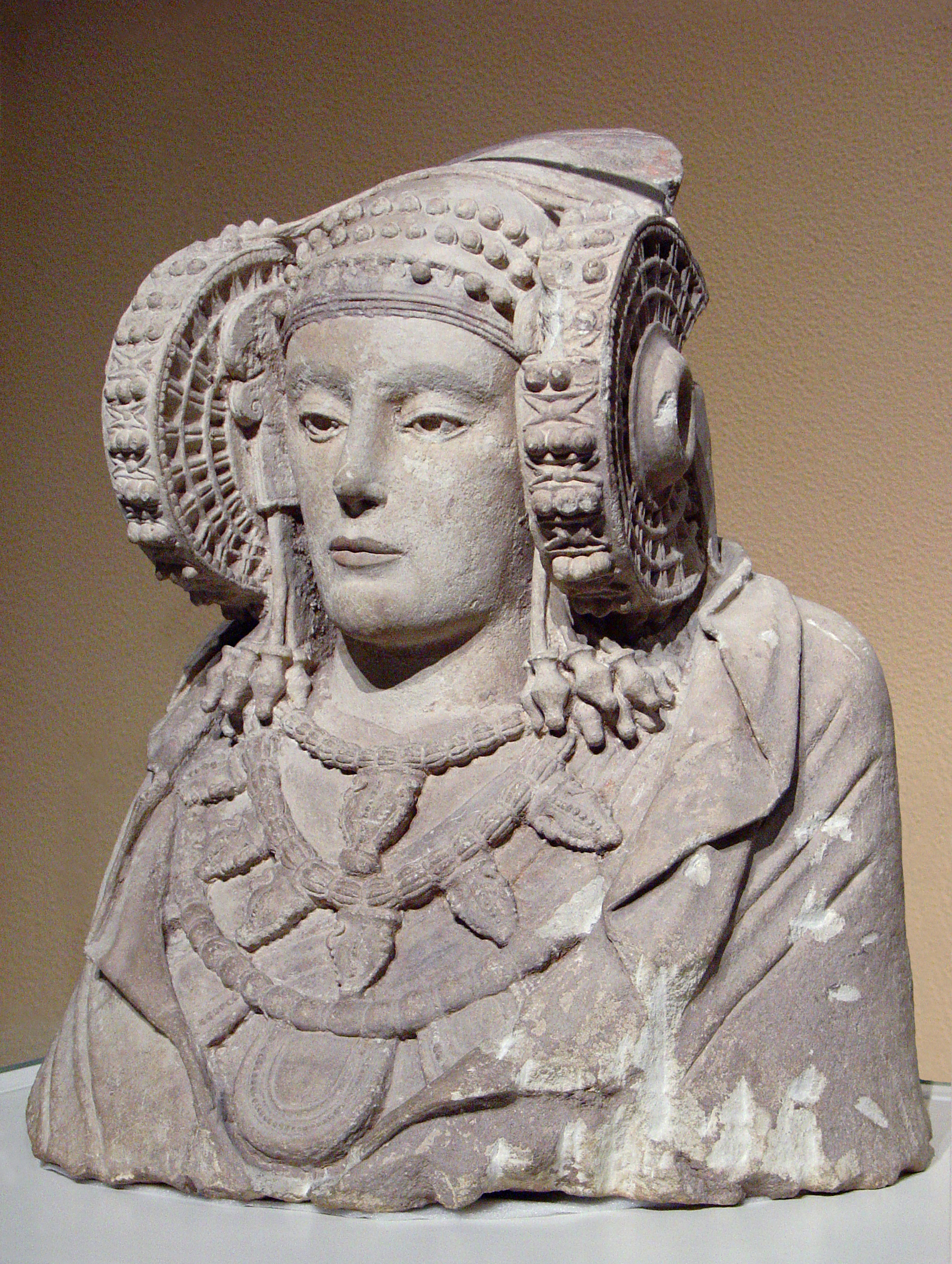
Dama d'Elx, escultura ibera. Museu Arqueològic Nacional d'Espanya (Madrid).

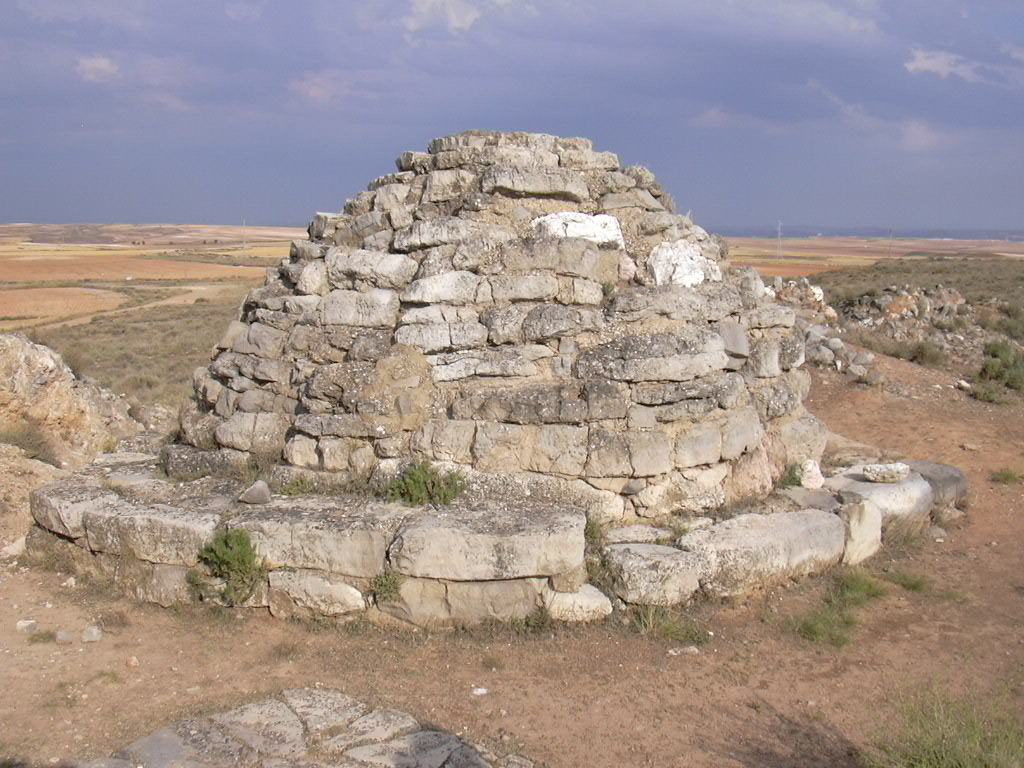
Tomba ibera d'Azaila.

Les poblacions originàries de la península Ibèrica (en el sentit què es desconeixen la seua procedència) són els ibers, que consisteixen en unes quantes tribus separades. Una de les quals podrien ser els bascos, l'únic poble precèltic que actualment existeix a la península com a grup ètnic diferent. La cultura més important d'aquest període és a la ciutat de Tartessos, en la vall del Guadalquivir. A començaments del segle ix aC, les tribus celtes entraren a la península a través dels Pirineus i s'assentaren a tot arreu, passant a ser celtibers.
Els navegants de Fenícia, grecs, i cartaginesos també s'assentaren al llarg de la costa mediterrània i hi fundaren colònies comercials durant un període d'uns quants segles.
Prop de l'any 1100 aC els mercaders fenicis fundaren la colònia comercial de Gadir o Gades (avui dia Cadis, prop de Tartessos). Al segle viii aC es fundaren les primeres colònies gregues a l'est de la costa mediterrània, com ara Rode (Rodes, avui dia Roses) i Emporion  (Empúries), deixant per als fenicis el sud de la costa. El nom d'Ibèria prové dels grecs pel riu Iber (avui dia l'Ebre). En el segle vi aC els cartaginesos arribaren a Ibèria, disputant-se el control de la Mediterrània Occidental als grecs, i la seua colònia més important fou Carthago Nova (avui dia Cartagena).

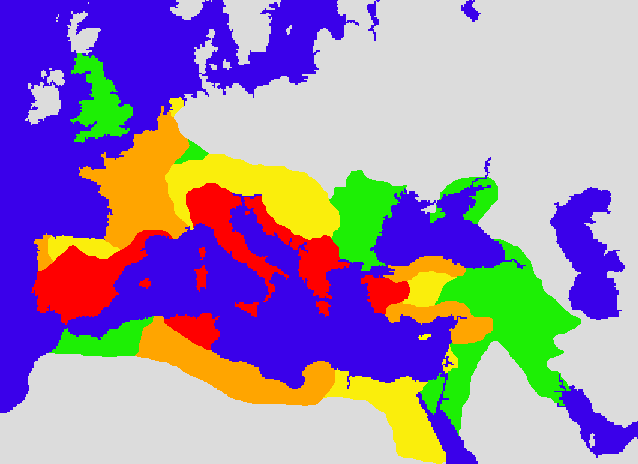
Mapa de l'Imperi Romà a l'any 133 aC (vermell), 44 aC (taronja), 14 dC (groc), i 117 dC (verd).

Els romans arribaren a la península Ibèrica durant la Segona Guerra Púnica al segle ii aC, i s'annexionaren tot el territori després de dos segles de guerra contra les tribus celtes i iberes i, aleshores, les colònies fenícies, gregues i cartagineses es convertiren en províncies d'Hispània. Només algunes tribus cèltiques del nord resistiren a la dominació romana (galaics, asturs, vascons, càntabres, etc.) però amb el temps es romanitzaren, igual que a tota la península. Gran part de les llengües, religions i lleis actuals d'Espanya s'originaren sota aquest període romà.

## Edat mitjana

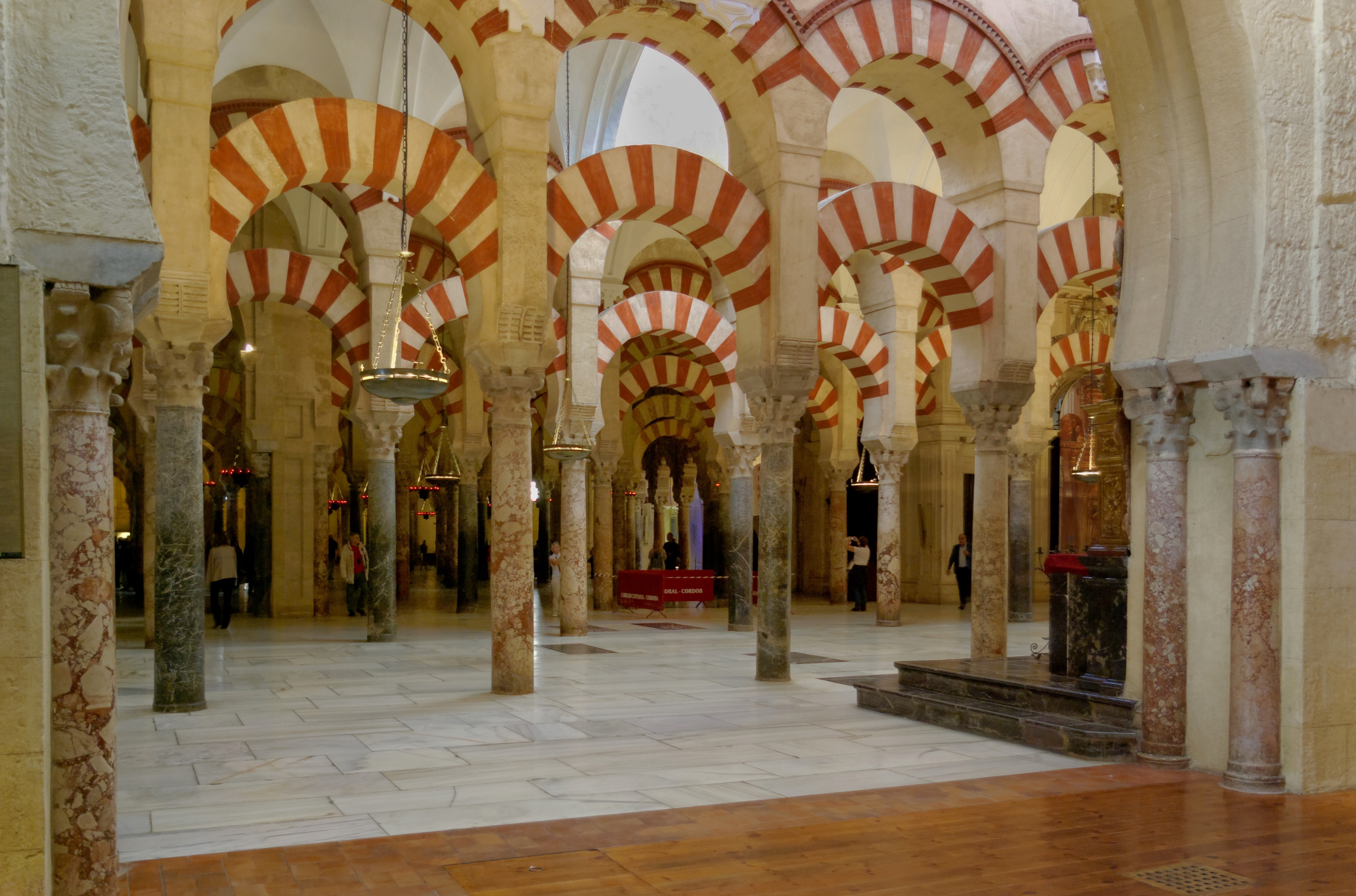
Interior de la mesquita de Còrdova, capital del califat d'Al-Àndalus.

Concepte geogràfic de la "Marca Hispànica" el 814.

Quan caigué l'imperi Romà d'Occident, els sueus, vàndals, alans i romans d'Orient prengueren el control de part d'Hispània. Al segle v dC els visigots, una tribu germànica romanitzada, conqueriren tota la Hispània i establiren el Regne de Toledo, amb una estabilitat relativa. Després d'una discreta i pacífica colonització islàmica, l'any 711 musulmans del Nord d'Àfrica travessaren l'estret de Gibraltar i envaïren Hispània i la Gàl·lia, per la qual cosa passà a ser un valiat de l'imperi islàmic sota el nom d'Al-Àndalus, si bé poc temps després s'independitzà políticament de l'imperi, i passà a ser el califat de Còrdova. De nou, la franja muntanyosa del nord ibèric resistí a la dominació musulmana, en especial els gallecs, asturians, i vascons lliures. Els comtats amb relació política amb l'Imperi Carolingi van ser denominats com "Marca Hispànica", abastant la zona dels pirineus.
Al segle x, Abd-ar-Rahman III proclama la independència també religiosa d'Al-Àndalus, encetant una època de prosperitat cultural, caracteritzada per les innovacions en les ciències i les lletres, i una especial atenció a l'urbanisme. Les ciutats més importants van ser València, Saragossa, Sevilla i, especialment, Còrdova (la capital d'aquest califat independent), que havia aplegat els 500.000 habitants, considerada la més gran ciutat de l'Europa Occidental i centre cultural de l'època. No obstant això, la decadència s'inicià al segle xi, quan començaren les disputes entre les diferents famílies reials musulmanes, i el califat es desmembra en molts regnes de taifa mentre que diversos territoris cristians de la franja muntanyosa del nord comencen a atacar militarment cap al sud, sobretot de tres fronts: Galícia, Astúries, i la Gòtia.

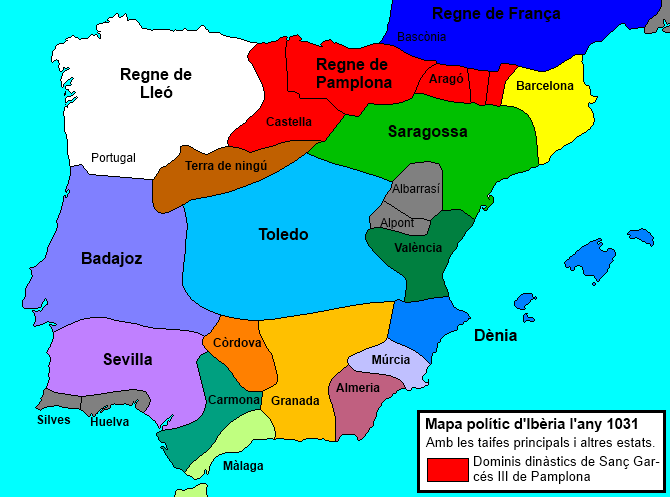
Taifes a l'any 1031.

Entre els segles xi i xiv diversos regnes hispànics cristians s'expandeixen a gairebé tota la península a costa dels febles regnes de taifes andalusins. Aquest procés, anomenat Reconquesta, fa que finalment els regnes cristians s'agrupin bàsicament en quatre estats: els Regnes de Portugal i de Navarra mantenen en general una política d'aïllament; una sèrie d'inestables fets polítics matrimonials i disputes territorials uneixen Astúries, Lleó i Galícia amb el Regne de Castella; i, finalment, Aragó i els comtats catalans queden sota la mateixa sobirania reial, respectant i mantenint les respectives institucions i lleis, creant la Corona d'Aragó on s'aplica la mateixa política federalista per als nous regnes de València, Mallorques, i en la seua expansió pel Mediterrani, convertint-se en un dels estats més poderosos d'Europa de l'època.
A finals del segle xv el Regne de Castella i la Corona d'Aragó resten sota la mateixa sobirania reial en haver-se unit en matrimoni els seus respectius reis, Isabel la Catòlica i Ferran el Catòlic, i estableixen una mena de confederació política (simbolitzada sota el lema Tanto Monta i l'heràldica del jou i les fletxes). En 1478 els Reis Catòlics enceten la imposició del catolicisme amb la creació de la Inquisició, i es persegueix als jueus hispànics (sefardites), als quals el 1492 se'ls ordenà l'expulsió (i confiscació dels seus béns) dels que rebutjaven convertir-se al cristianisme. Aquesta recaptació sui generis omplí les arques reials permetent la campanya contra el Regne de Granada, darrer estat musulmà peninsular. En el mateix any desapareix definitivament Al-Àndalus, pel pacte de Boabdil amb el Regne de Castella al qual se'l lliurava pacíficament el Regne de Granada sota condició de respectar la religió islàmica. Aquest compromís no es compliria més tard el 1502, quan es duu un pla de conversió forçosa dels musulmans sota amenaça de desterrament a l'Àfrica. Mentrestant, en el mateix any 1492, una expedició castellana amb l'objectiu de trobar una ruta marítima cap a l'oest que aplegue a l'Extrem Orient, encapçalada pel navegant Cristòfol Colom, descobriria definitivament per a Europa el "Nou Món".

### Ús del terme «Espanya» a l'edat mitjana
Durant l'edat mitjana, els termes «Hispania» i «Espanya» van ser utilitzats per diversos regnes cristians de la península Ibèrica, inclosos els de la Corona d'Aragó i els comtats catalans. Aquests termes al·ludien a una comunitat històrica i religiosa que remuntava les seves arrels a la Hispània visigòtica.
Segons Esteban Sarasa Sánchez, en les cròniques escrites als territoris de la Corona d'Aragó entre els segles XII i XV, la idea d'Espanya (Hispania, Espanya) s'aplicava indistintament a aquests dominis o al territori d'al-Àndalus. Aquesta concepció també apareix en la documentació oficial de la cancelleria dels monarques aragonesos, identificant-se amb la Hispania Isidoriana, una visió compartida amb les cròniques castellanes i navarreses de la mateixa època.
El títol d'«Imperator totius Hispaniae» (Emperador de tota Espanya) va ser adoptat per diversos monarques cristians, inclosos alguns de la Corona d'Aragó. Per exemple, Alfons I d'Aragó, conegut com el Bataller, va utilitzar aquest títol en els seus documents, reflectint una aspiració a la supremacia sobre la totalitat de la península Ibèrica.
A més, en la correspondència papal del segle XI, es va atorgar el títol de "rex Hispaniarum" (rei de les Espanyes) a monarques com Sanç I Ramírez d'Aragó, evidenciant el reconeixement extern d'una identitat hispànica que transcendia les divisions polítiques internes.

## Edat moderna

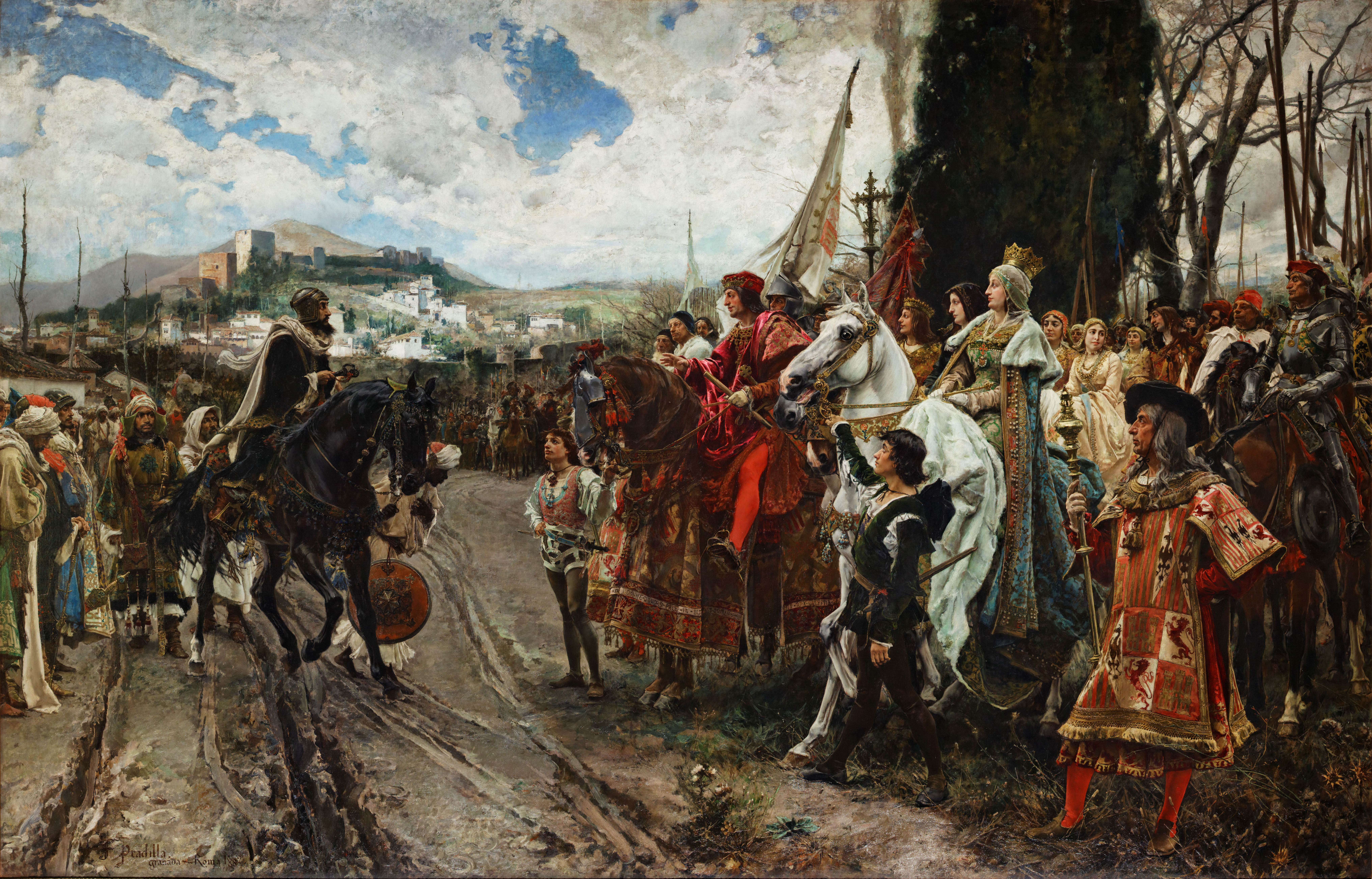
La rendició de Granada.

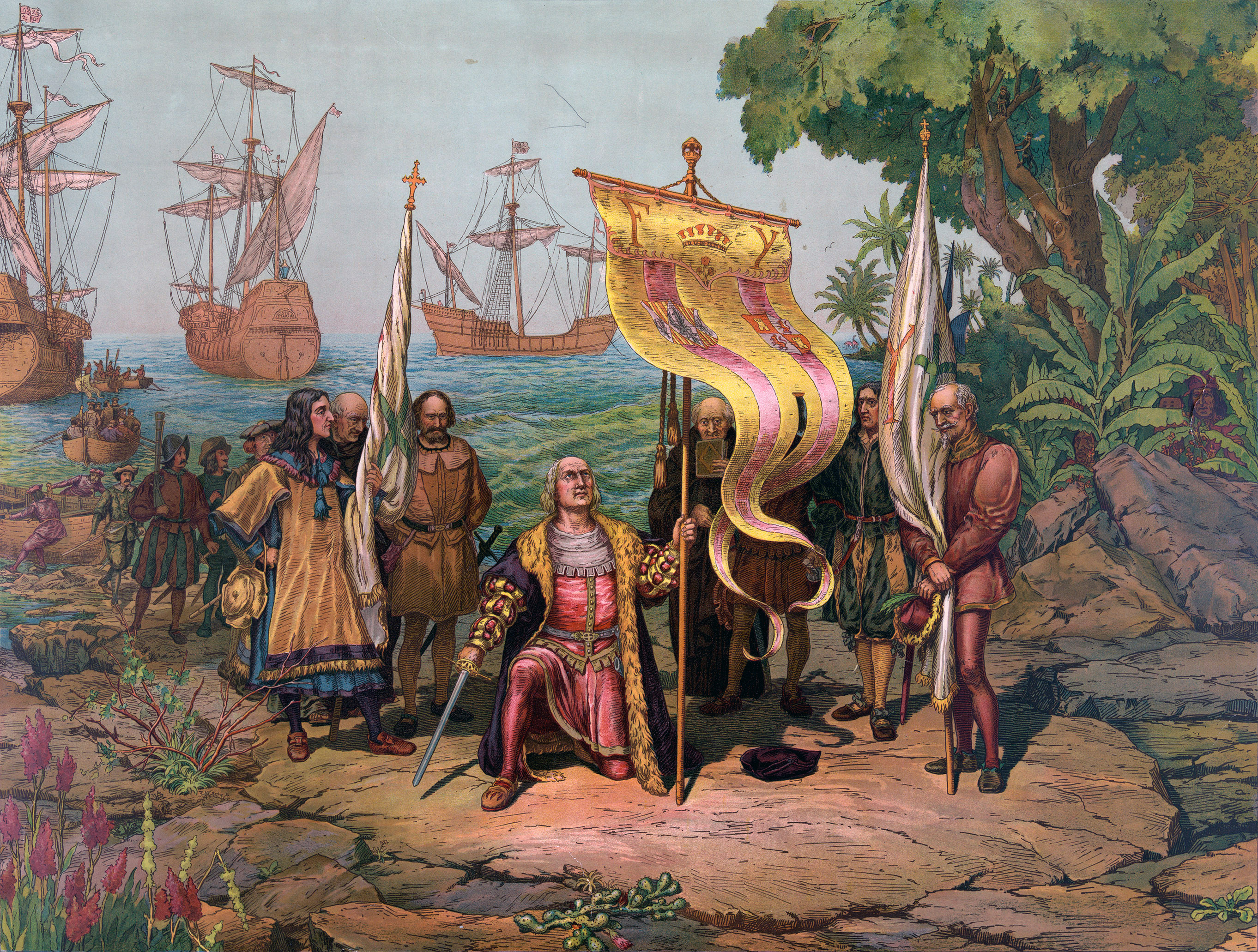
Cristòfor Colom prenent possessió dels territoris del Nou Món.

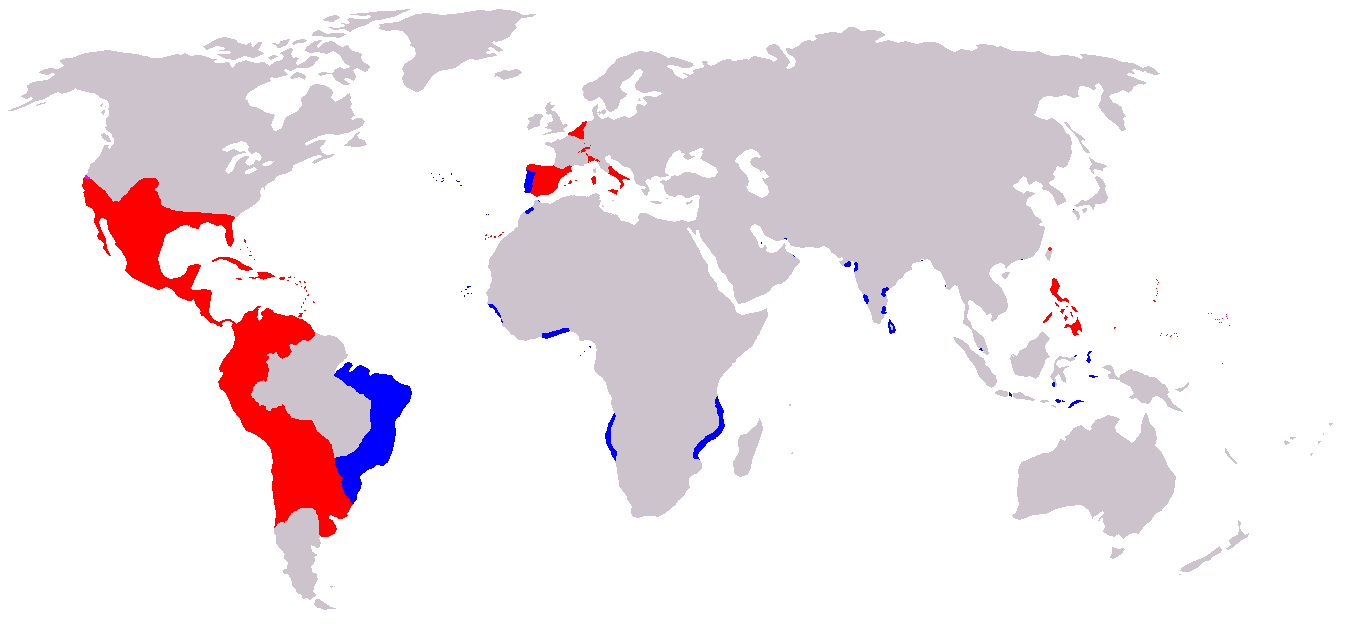
L'Imperi Espanyol (en vermell) i l'Imperi Portuguès (en blau) durant la unió dinàstica dels dos regnes (1580–1640).

Es pot dividir la història d'Espanya durant l'edat moderna en dos períodes: el període de govern de la dinastia dels Habsburg, durant els segles xvi i xvii, i a partir del 1700, s'instaura la dinastia dels Borbó.

### Monarquia dels Àustries
Al segle xvi, Carles I de Castella hereda el tron del Sacre Imperi Romanogermànic, del Regne de Castella (i les seues colònies), de la Corona d'Aragó, i del Regne de Navarra, iniciant-se el regnat dels Habsburg als regnes hispànics, tret de Portugal. El seu regnat es caracteritzà pel seu gran poderiu polític i econòmic a Europa que controlava des del Regne de Castella, i pel qual França se'l disputava en nombroses guerres. Mentrestant, hagué de reprimir greus conflictes socials dels comuneros a Castella, i de la Revolta de les Germanies al País Valencià. Les colònies castellanes d'Amèrica s'expandien amb les conquestes d'Hernán Cortés de la Nova Espanya (l'actual Mèxic), i el Regne de Portugal també es convertiria en una altra potència europea per les riqueses del seu imperi colonial portuguès creat durant les exploracions del segle anterior, sobretot de Magallanes. El 1556 el rei abdica i deixa els dominis hispànics europeus i d'ultramar al seu fill Felip, i els dominis romano-germànics al seu germà Ferran.
El 1580 Felip II de les Espanyes s'annexionà militarment Portugal als seus dominis, fent-se valer pels seus drets al tron en un moment de crisi successòria i, per primera i única vegada, tots els regnes hispànics estigueren sota la mateixa sobirania reial. Açò va refermar l'existència d'un poderós Imperi Espanyol, amb les colònies d'ultramar portugueses i castellanes a tot arreu del món, on "mai es ponia el sol".
Els problemes interns i externs de la monarquia es multiplicaren al segle xvii, les nombroses guerres i revoltes, en general llargues i costoses, essencialment la Guerra dels Trenta Anys, tret de la treva durant el regnat de Felip III. Els problemes econòmics i d'estabilitat política provocada per polítiques centralistes com les del privat de Felip IV, que van provocar diverses revoltes arreu de la monarquia, amb el cas exponencialment de Portugal que aconseguirà la seva independència. Malgrat tots aquests factors, cal també destacar que durant aquest període també es produeix, en el marc de la llengua castellana, el seu Segle d'Or en la literatura, i també l'enorme en les arts, sobretot fomentades per un gran mecenatge des de la noblesa, església, i en especial des de la mateixa monarquia.

### Conquesta de les Illes Canàries

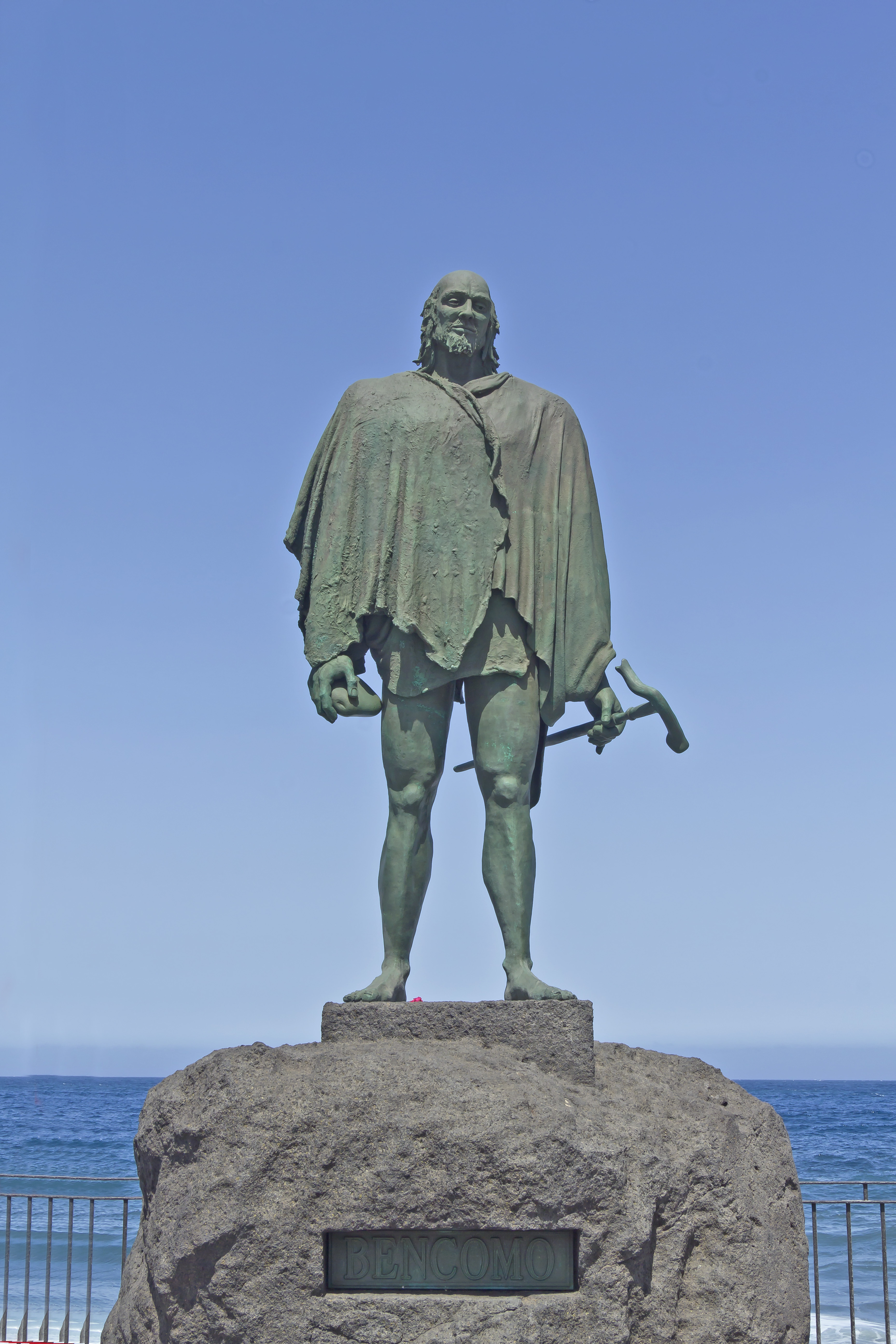
Bencomo ser un mencey guanxe de Tenerife que va dirigir la resistència aborigen en aquesta illa enfront de la conquesta castellana.

La conquesta de les Illes Canàries per part de la Corona de Castella es va portar a terme entre 1402 i 1496. Es poden distingir dos períodes en aquest procés: la Conquesta senyorial, portada a terme per la noblesa en canvi d'un pacte de vassallatge, i la Conquesta realenga, portada a terme directament per la Corona, durant el regnat dels Reis Catòlics.
La conquesta de Canàries es va portar a terme entre 1402 i 1496. No va ser una empresa senzilla en el pla militar, donada la resistència guanxe en algunes illes. Tampoc ho va ser en el polític, ja que van confluir els interessos particulars de la noblesa (obstinada a enfortir el seu poder econòmic i polític mitjançant l'adquisició de les illes) i els estats, particularment Castella, en plena fase d'expansió territorial i en un procés d'enfortiment de la Corona enfront de la noblesa. Per al seu estudi, els historiadors distingeixen dos períodes en la conquesta de Canàries:
- Conquesta senyorial. Es coneix amb aquest nom a la conquesta portada a terme per la noblesa, en benefici propi i sense una participació directa de la Corona, que atorga el dret de conquesta en canvi d'un pacte de vassallatge del noble conquistador cap a la Corona. Distingirem dintre d'ella la coneguda com a Conquesta Betancuriana o Normanda, duta terme per Jean de Bethencourt i Gadifer de la Salle entre 1402 i 1405 i que va afectar les illes de Lanzarote, El Hierro i Fuerteventura. L'altra fase es coneix com a Conquesta Senyorial castellana, portada a terme per nobles castellans que es van apropiar, mitjançant compres, cessions i matrimonis, de les primeres illes conquistades i van incorporar l'illa de La Gomera cap a 1450.
- Conquesta realenga. Aquest terme defineix a la conquesta portada a terme directament per la corona de Castella, durant el regnat dels Reis Catòlics qui van armar i en part van finançar la conquesta de les illes que faltaven per dominar: Gran Canària, La Palma i Tenerife. En l'any 1496, va arribar la conquesta a la seva fi amb el domini de l'illa de Tenerife, integrant-se l'Arxipèlag Canari en la Corona de Castella. La conquesta realenga va tenir lloc entre 1478 i 1496.

### Monarquia borbònica

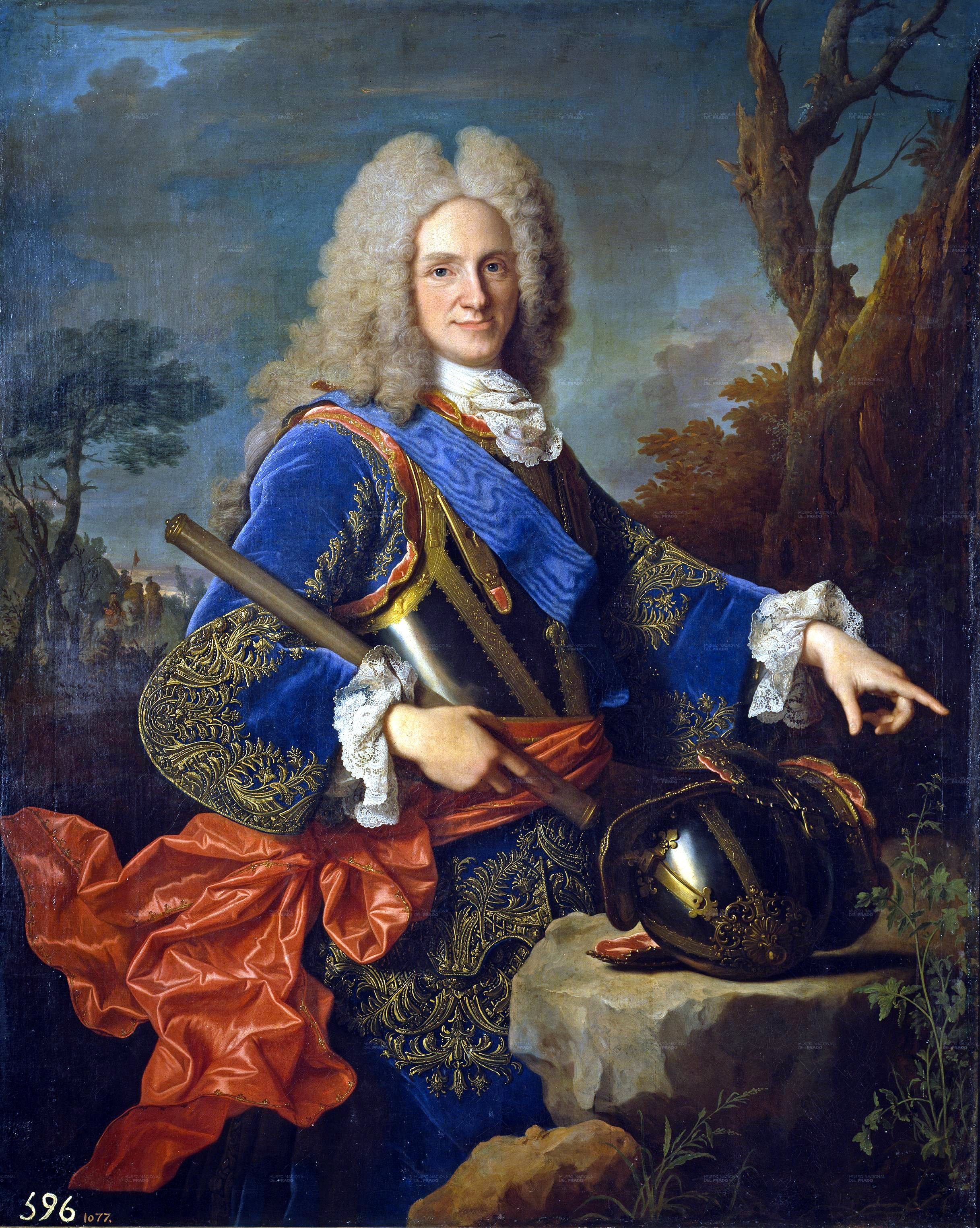
Felip V de Borbó, per Jean Ranc

En el segle xviii, en haver-se mort sense descendència l'últim rei de la Casa d'Àustria, Carles II, s'encetà la Guerra de Successió Espanyola en què finalment Felip V de Borbó aconseguí el tron de la Corona després de la renúncia de l'Arxiduc Carles d'Àustria a canvi de renunciar a tots els territoris que encara els quedaven a Europa fora de la península Ibèrica i les illes balears (tret de Menorca). Sota el seu regnat es va produir un procés centralitzador que comportà especials repercussions als països hispànics de l'antiga Corona d'Aragó a través dels Decrets de Nova Planta, on es van eliminar els furs i lleis pròpies, substituïdes per les lleis i costums castellanes. Tanmateix, tant ell com els seus successors van iniciar tot una sèrie de reformes internes per tal de millorar la situació de la monarquia i el seu prestigi internacional, a través de la recuperació de territoris perduts, com Nàpols. Amb l'arribada de la Il·lustració, amb Carles III com el màxim exponent del despotisme il·lustrat, es feren passos importants cap a la modernització de la Hisenda Pública, de les Obres Públiques, així com avenços en la investigació científica i pedagògica.

#### L'inici de l'Estat nació espanyol
Partint del pòsit polític del Comte-duc d'Olivares i l'absolutisme d'en Felip V, l'assimilació de la Corona d'Aragó per la Corona castellana mitjançant els Decrets de Nova planta fou el primer pas en la creació de l'estat nació espanyol. I com altres estats nació europeus en formació, tampoc fou sobre una base ètnica uniforme, sinó mitjançant la imposició de les característiques polítiques i culturals de l'ètnia dominant, en aquest cas la castellana, sobre les de les altres ètnies, esdevingues minories nacionals a assimilar mitjançant polítiques nacionalistes. Aquestes polítiques nacionalistes, de vegades molt agressives, i encara vigents, han sigut i són la llavor dels reiterats conflictes territorials dins l'Estat.

## Edat contemporània

### Primera meitat delseglexix

#### Guerra del Francès (1808-1814)

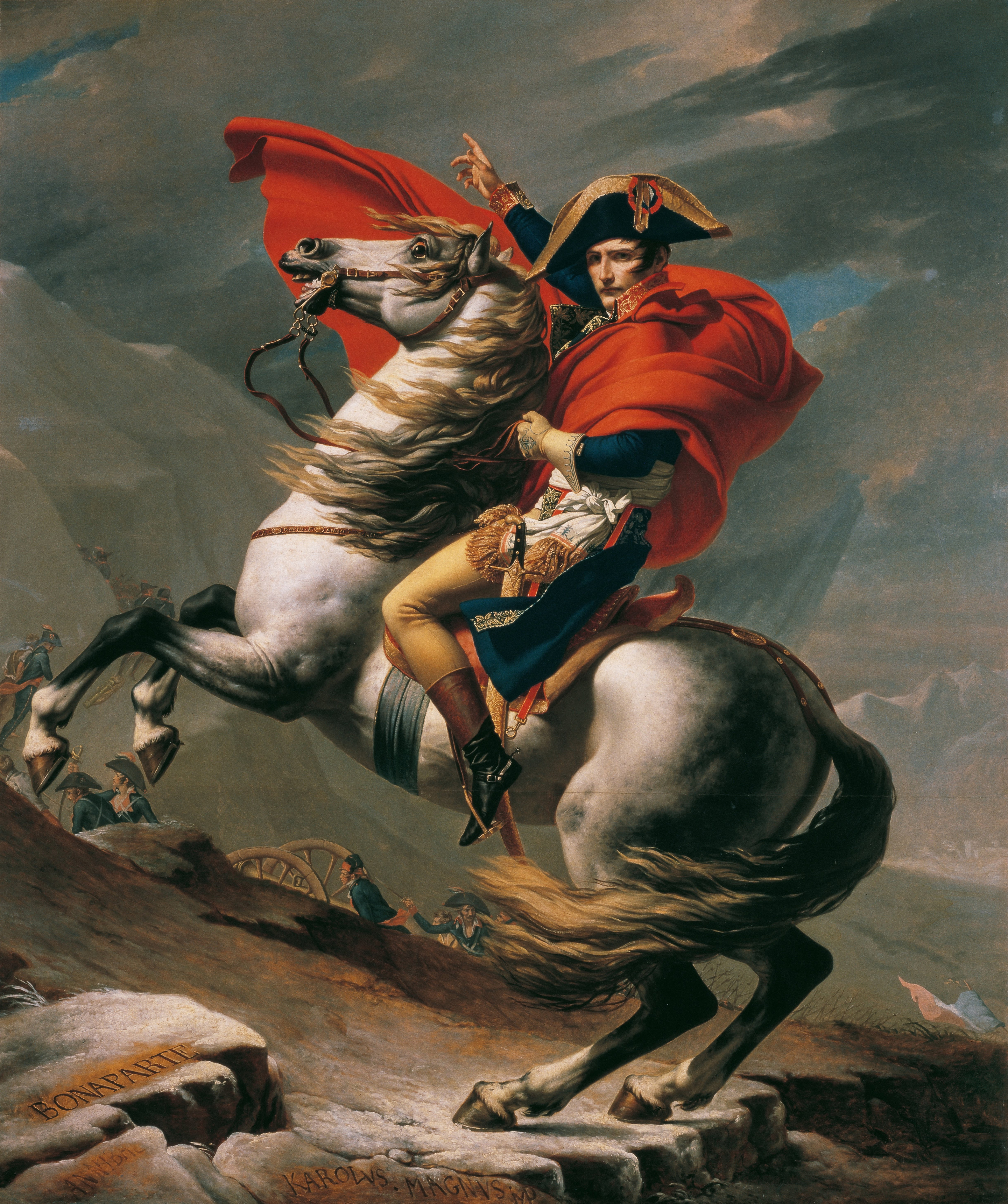
Napoleó creuant els Alps (1801), de Jacques-Louis David, al Museu nacional de Château de Malmaison

El Primer Imperi Francès en blau fosc, i els seus estats satèl·lit (1811)

Els afusellaments del tres de maig a Madrid, per Francisco de Goya y Lucientes

L'Edat Contemporània a Espanya havia de començar tal com havia acabat la moderna: amb el camí que va deixar Felip V i els seus fills Ferran VI i Carles III, o, almenys, això estava disposat a fer el fill de l'últim, Carles IV (1748-1819). Però la Revolució Francesa li va arruïnar tots els seus projectes: els esdeveniments a França aterraven les classes privilegiades i el rei havia d'apaivagar els pocs il·lustrats que intentaven infructuosament canviar el país.
Manuel Godoy va ser l'escollit per Carles IV a l'hora de triar primer ministre per combatre els francesos. Espanya va tenir a partir de 1792 unes relacions hostils amb un altre estat amb qui comparteix Pirineus, i fins i tot li declarà la guerra aquell any. El 1795, s'alià amb ella acabada la guerra per qüestions estratègiques i per protegir l'imperi colonial dels atacs del Regne de la Gran Bretanya. Dotze anys més tard, Napoleó I, ja amb l'imperi francès als seus peus, comunicà al govern espanyol que volia envair Portugal, aliada de Gran Bretanya, i que havia de passar per les terres espanyoles. A canvi, els donaria la meitat del regne portuguès; almenys, això s'estipulava al tractat de Fontainebleau. Els plans, però, serien finalment uns altres.
Amb aquest pretext, les tropes franceses penetraren a la Península pel seu istme. Mentrestant, a la monarquia espanyola havia sorgit un personatge amb deliri de poder; era ni més ni menys que el futur Ferran VII, que volia robar la plaça del seu pare. Amb el motí d'Aranjuez, on l'aristocràcia es decantà cap a la seva banda, Ferran tragué del càrrec el seu pare (març de 1808). Aquesta pugna va ser l'error més greu dels Borbó en molts anys.
L'hàbil Napoleó va aprofitar aquesta crisi reial, i canvià de plans: decidí envair no només Portugal, sinó la resta de la península i posar-hi com a governador un membre de la seva família. Així, per començar, va segrestar la família reial a Baiona, i els va fer abdicar a tots. Mentrestant, va començar l'ocupació a Espanya, i a Madrid, el 2 de maig d'aquell any, es rebel·laren i feren front a Napoleó. Ell no perdia el temps i declarà sobirà espanyol el seu germà Josep I Bonaparte. Durant sis anys, el poble local lluità aferrissadament contra els invasors en l'anomenada Guerra del Francès o de la Independència. Tot i que el conflicte és només un episodi d'un conflicte més gran, el de les guerres napoleòniques, la "guerra d'independència espanyola" (batejada així a posteriori) esdevé un mite fundacional del nacionalisme espanyol modern, De fet, excepte Catalunya, Napoleó no pretenia "annexionar" Espanya a França, sinó substituir el monarca al tron per un altre (el seu germà Josep Bonaparte) que li fos favorable.
Després de tres anys de domini napoleònic, Espanya s'alia amb Wellington, de l'exèrcit anglès, en la lluita ara d'Europa contra aquest emperador, pel que a esdevé un conflicte semblant en aquest punt a la de la Guerra de successió, i per l'altre costat també es pot veure com una guerra civil, prou diferent de la suposada unanimitat “nacional” de les Corts de Cadis.
A conseqüència de l'aliança amb Wellington, es comença a decantar la guerra a favor dels envaïts. Paral·lelament amb l'inici dels contactes anglo-espanyols, les Corts es van reunir a Cadis el 1810. D'aquí van extreure, entre altres coses, la famosa Constitució de Cadis l'any 1812, vulgarment coneguda com "la Pepa". Era una constitució que acceptava el rei Ferran VII, però amb limitacions de caràcter liberal. Aquesta Constitució, volent sustentar la sobirania en la nació i no en la monarquia, dibuixa un estat nació uniforme i castellà, refractari a algunes aspiracions d'autogovern de les llavors províncies ultramarines i dels antics regnes de la Monarquia Hispànica. Així, esdevé una primera formulació legal de l'espanyolisme modern (nacionalisme espanyol de matriu castellana).
A partir de 1812, coincidint amb la desfeta de Napoleó a Europa, aquest va perdent terreny en la guerra amb Espanya, i el juny de 1813 el governant fins al moment, Josep I, ha d'abandonar el territori que l'ha acollit ingratament durant més de cinc anys. La guerra del Francès ha acabat, i tot ha de tornar a la normalitat.

#### Primera Restauració Borbònica (1814-1868)

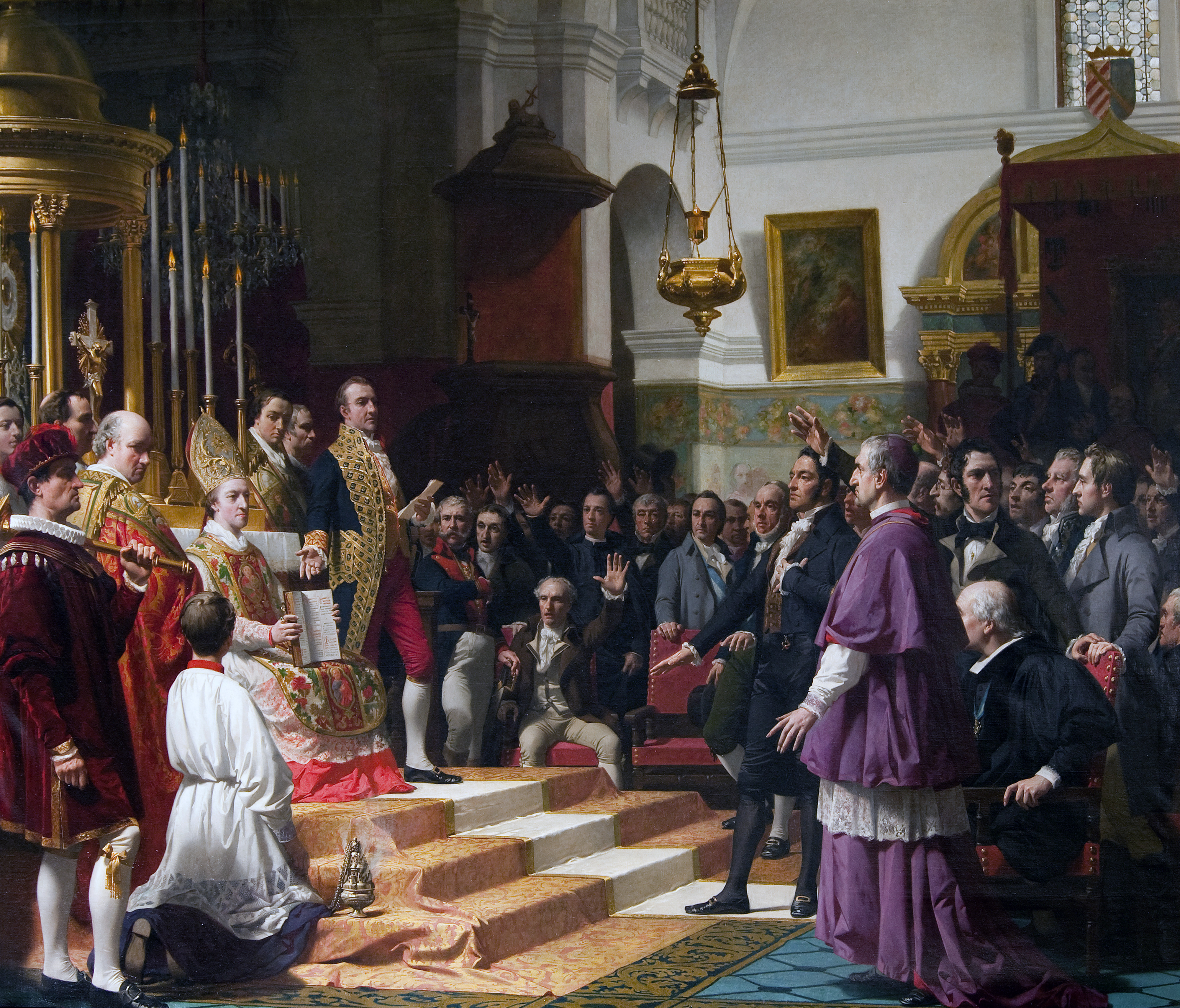
Junta Suprema de les Corts de Càdis.

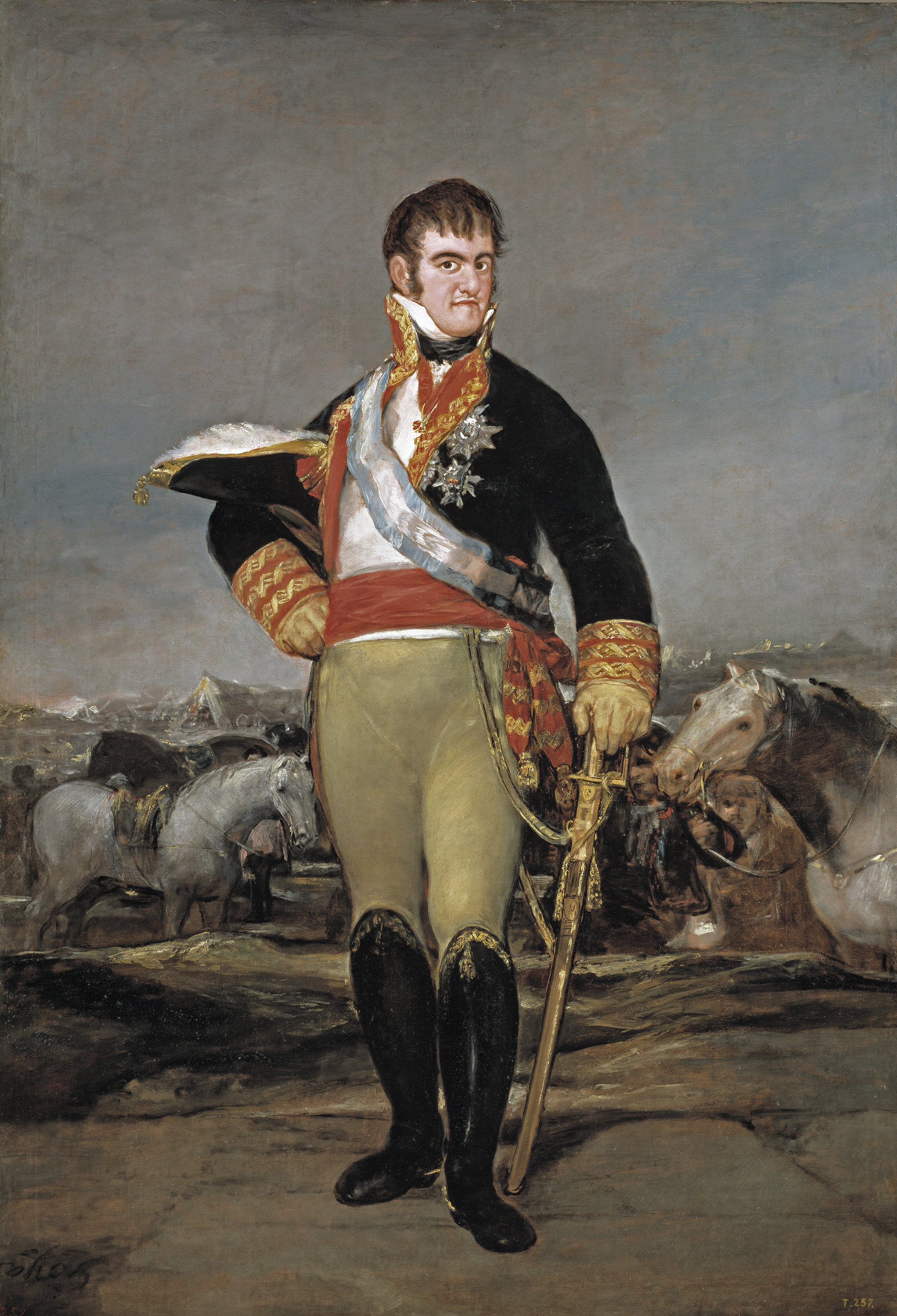
Ferran VII d'Espanya

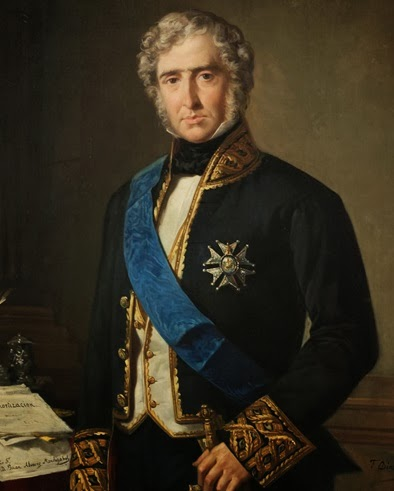
Juan Álvarez Mendizábal.

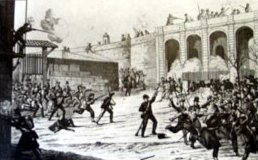
1842 - Revolta contra la política fiscal d'Espartero a Barcelona.

El 22 de març de 1814, Ferran de Borbó torna a entrar a Madrid per governar, i, fent cas a la constitució vigent, ho començà a complir. El primer que va fer fou abolir dita constitució, ja que era del tot desfavorable a la seva ideologia ja notablement desfasada comparada amb el marc europeu.
Per tant, el 1814 és l'any de la restauració de l'absolutisme clàssic, i el flamant rei es dedica fins al 1820 a perseguir els liberals, que intentaven revoltar-se sense cap èxit. Només la revolta de l'1 de gener de 1820, duta a terme pel general Rafael del Riego i els seus subalterns, va tenir els seus fruits: aconseguiren posar contra les cordes el rei Ferran VII, i l'obligaren a jurar la constitució en contra dels seus principis.
Així comença el Trienni Liberal (1820-1823). Les reformes d'aquest nou govern (desamortització, reformes del clericat regular, abolició del delme i el règim senyorial, impost de consums...), però, incidiren negativament a les masses socials, que es posaren en contra d'aquest pronunciament i iniciaren un aixecament al nord d'Espanya. Quan aquest anava a ser sufocat pel govern, les potències de la Santa Aliança (que venia a ser una associació de països per salvaguardar l'absolutisme) intervingueren: el 1823, l'exèrcit dels Cent Mil Fills de Sant Lluís tornà el poder a Ferran VII. Aquest, com era d'esperar, va tornar a derogar tot l'establert en els proppassats tres anys.
La de 1823 a 1833 és una dècada que, per l'avançament del país, és una de les més nefastes del segle. Per això els historiògrafs liberals li posaren el nom de Dècada Ominosa (sinònim de decadent). La política de Ferran VII havia agreujat la crisi existent amb les colònies americanes, i moltes s'estaven desannexant. La monarquia absoluta continuava perseguint els que no li donaven suport (els liberals) i, mentrestant, per una altra banda, s'anaven formant grups d'ultraconservadors que consideraven massa moderada la monarquia que estava duent a terme el rei. Foren aquests els que el 1826 publicaren el Manifest de la Federació de Reialistes Purs, on donaven suport a l'infant Carles, germà del rei.
El 10 d'octubre de 1830, Ferran VII finalment tingué descendència, cosa que aguditzà encara més el conflicte successori: el rei prengué la decisió de publicar aquell mateix any la Pragmàtica Sanció, que anul·lava la Llei Sàlica (que prohibia l'arribada al poder d'una dona des de 1713), amb la qual la nou nata futura Isabel II podria governar.
Per assegurar el regnat de la seva filla en contra dels partidaris de Carles, Ferran VII va suavitzar les mesures antiliberals, i va acontentar a la societat. Fins i tot, el 1832, una amnistia permeté que nombrosos liberals poguessin tornar de l'exili.
La mort del rei el 28 de setembre de 1833 va ser l'inici de la confrontació dels dos bàndols que s'havien format els últims anys: els liberals (partidaris d'Isabel), i els conservadors, que s'anomenaran Carlistes (a favor de l'infant Carles). De la confrontació es passà a les armes, i el mateix 1833 començà la Primera Guerra Carlina o Guerra dels Set Anys. No oblidem que la reina, per estrictes normes successòries, era Isabel II, però al tenir només tres anys, la seva mare, Maria Cristina de Borbó-Dues Sicílies, assumeix la regència.
La guerra es desenvolupa generalment al País Basc, Navarra, Catalunya i al Maestrat aragonès (comarques de Terol i al Maestrat valencià (Castelló), que comparteixen serralada). Sempre tingué caire isabelí, ja que les forces carlistes estaven empobrides en matèria armamentística i no pogueren ocupar cap ciutat important. Al final, el general carlí Maroto, en veure la impossibilitat de guanyar la guerra i transformar Espanya una altra vegada en absolutista (fet que hauria estat del tot vil pel progrés de l'Estat, ja que estava extremament desfasat a l'Europa central), firmà l'agost de 1839 amb el general isabelí Baldomero Espartero el conveni de Bergara, en el qual s'establia el final de les hostilitats, encara que la guerra s'arrossegà fins a 1840, quan les tropes carlines s'exiliaren a França.
A banda de la guerra, la regència de Maria Cristina destacà per la promulgació de dos textos fonamentals ja clarament constitucionalistes: l'Estatut Reial de 1834 i la Constitució de 1837. El primer document establia un règim manejat pel rei i unes Corts elitistes (elegides per sufragi molt restringit) dividides en dues cambres diferents. Això feu dividir els liberals, que ara s'escindirien en dos: els moderats, que estaven satisfets amb aquest document, i els progressistes, defensors de l'avançada Constitució de 1812. Com que la regent Maria Cristina sempre donava el govern als moderats, els progressistes organitzaren una revolta per prendre el poder, que fou el motí de la Granja, el 1836, i ho aconseguiren.
El segon text publicat per Maria Cristina (la Constitució de 1837) era de caràcter més radical, ja que ara eren els progressistes els qui governaven (Espanya estava canviant: quatre anys abans, encara es podria considerar que existia l'absolutisme, encara que molt suau i desgastat). En aquesta Constitució es reconeixia la sobirania nacional, i es concretava en l'escissió de les Corts: hi haurien dues cambres: el Senat (elegit pel rei) i el Congrés dels Diputats (elegit pel sufragi censatari).
El govern de Mendizábal (així es coneixia el govern dels progressistes iniciat el 1835, pel sobrenom del seu primer ministre, de nom, Juan Álvarez Méndez) també dugué a terme mesures importants, com les famoses desamortitzacions de l'Església, i l'ampliació de dret a vot.
El 1840, els progressistes assoliren la seva màxima fita: derrocaren la regenta Maria Cristina, i la feren exiliar-se a França, d'on tornà tres anys després, i, mentrestant, ells posaren com a regent el general Espartero, líder de la victòria en la Primera Guerra Carlina.
Aquesta regència fou enterbolida per l'acció dels subalterns que rodejaven el general, que va donar peu al pronunciament dels militars moderats i el descontentament dels propis progressistes (que així ho demostraren bombardejant tristament Barcelona el 1842), la qual cosa obligà a Espartero a dimitir el 1843.
Davant la humiliació política que hagués suposat una altra regència, s'avançà la majoria d'edat d'Isabel II i els moderats aprofitaren el desprestigi d'Espartero per així treure els progressistes del govern i començar una dècada de poder en solitari (juntament amb Isabel II, que, amb 13 anys, no tenia massa autoritat ni coneixement): fou l'anomenada Dècada Moderada. Aquests dos lustres provocaren un fre a les reformes progressistes.
Com a fets més transcendentals, els moderats, governats per Ramón María Narváez y Campos i Bravo Murillo, varen paralitzar la venda de béns eclesiàstics, i foren forjades noves armes de poder: la creació de la guàrdia civil (1844), la Constitució de 1845 (que negava la sobirania nacional) i la dràstica reducció del cens electoral. La publicació d'algunes lleis, com el Codi Penal, la Reforma Fiscal o les lleis d'administració provincial i local foren força importants.
El 1854, a conseqüència de les mateixes confrontacions internes transcorregudes durant la regència d'Espartero, incloent ara la corrupció i els abusos administratius, un extens moviment revolucionari iniciat a Vicálvaro (antic poble ara ja annexionat a Madrid), iniciat el 30 de juny pels generals Leopoldo O'Donell, líder de Unión Liberal, i Domingo Dulce, va expulsar els moderats del govern i donà el poder a Espartero i O'Donnell, el primer per segona vegada. S'iniciava així el Bienni Progressista.
S'emprengueren una sèrie de reformes, com la nova desamortització general, que afectava principalment a les terres civils, la llei de ferrocarrils, i l'elaboració d'una nova constitució que mai no va ser posada en vigor per la falta de temps del govern progressista, totes les mesures de les quals, que ajudaven a desenvolupar un món capitalista.
No obstant això, aquest govern aviat es veié desbordat per les agitacions camperoles i pel proletariat urbà. El 1855, fins i tot, es va arribar a dur a terme una vaga general a Barcelona. Per una altra part, la pugna d'Espartero i O'Donnell acabà arruïnant les possibilitats dels progressistes.

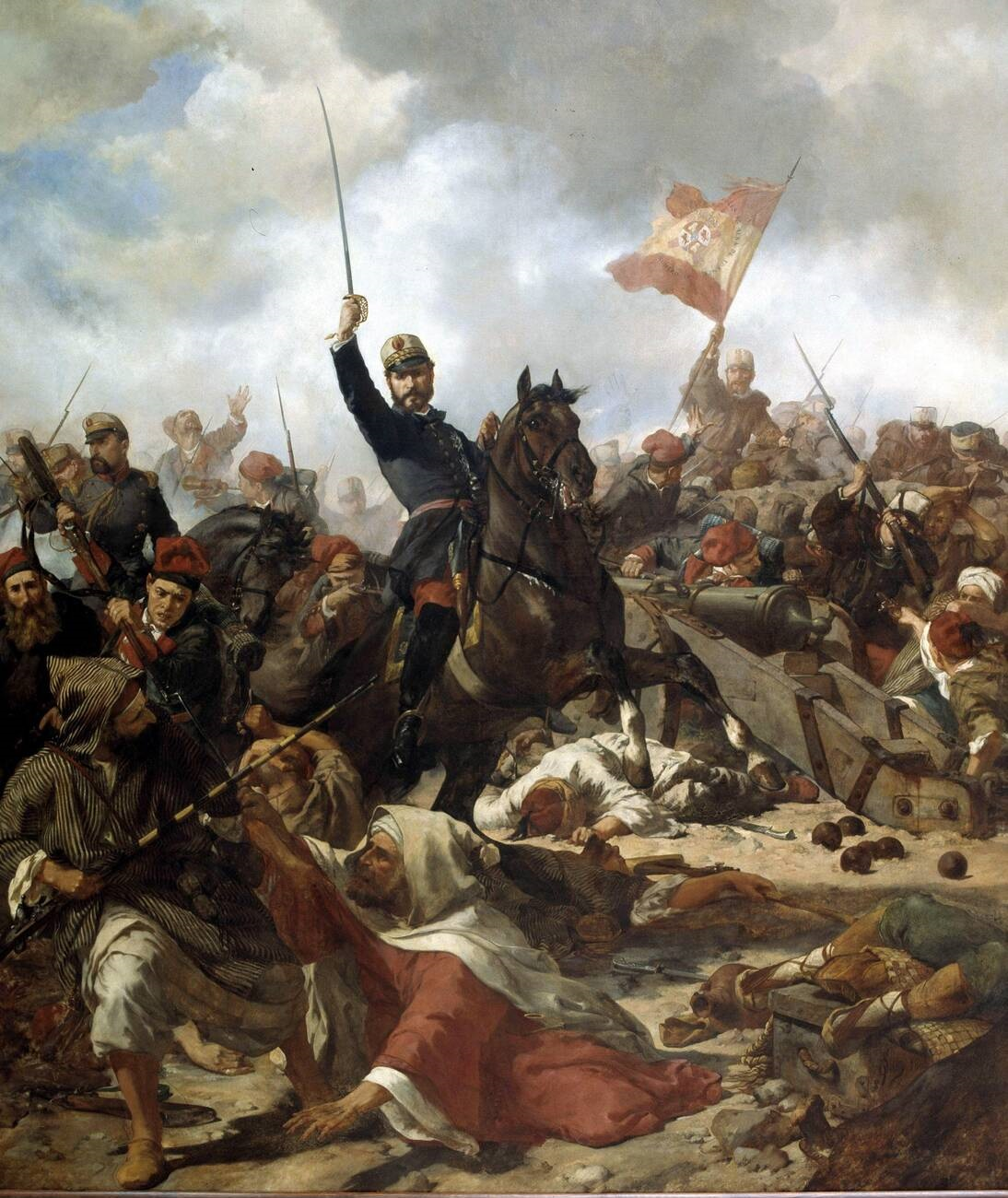
El general Prim a la guerra d'Àfrica, de Francesc Sans i Cabot

Amb aquest embolic governamental, O'Donnell el juliol de 1856 feu un cop d'estat i el govern passà a mans de la Unión Liberal, un partit centrista que albergava moderats i liberals. La Unión Liberal es va alternar al govern amb els moderats de Narváez fins al 1868.
En matèria de govern, els primers anys foren acceptablement estables, però el 1864 la crisi econòmica en el cotó i el sector tèxtil va agreujar-se i la gent s'abraonà cap a la governant titular, la reina Isabel II. A més, no estaven satisfets amb ella puix que sempre atorgava el poder als moderats, havia fet passar el ferrocarril per on a ella li havia convingut (a fi i efecte d'afavorir una certa classe de gent), i perquè volien més nombre de votants en les eleccions. L'oposició a Isabel s'agreujà, i el 22 de juny de 1866 ja consta la primera reforma militar en contra d'ella. L'agost, progressistes i altres forces emergents, com els demòcrates i els republicans, van signar el conegut pacte d'Oostende per posar fi al regnat d'una monarca més que caòtica.
El fiasco general en els governs i en la monarquia feu que inevitablement hi hagués una ruptura en la societat política del moment. El 19 de setembre de 1868, les grans masses socials d'Oostende es revoltaren, cosa que finalment fou més que això. El poble va rebre la notícia amb molta il·lusió i esperança, i pocs dies després les tropes lleials al govern van ser derrotades pel general Serrano, qui, a més, era el nou líder d'Unión Liberal després de la mort d'O'Donnell. Davant d'aquesta situació, la reina Isabel II va haver d'exiliar-se a França, on passaria la resta dels seus dies.

### Final delseglexixi principi del XX

#### Sexenni Democràtic (1868-1874)

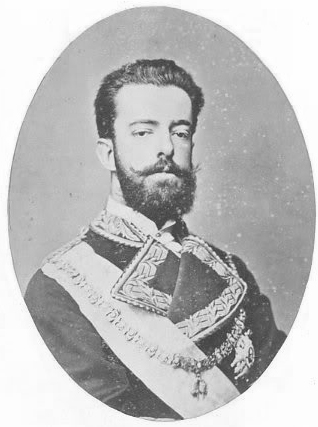
Amadeu de Savoia.

Finalment, el conjunt d'insurreccions militars arreu del territori fructificaren: això va ser la coneguda Revolució de 1868, "la Gloriosa". A partir d'aquí, comença una nova etapa plena de controvèrsies, com les anteriors, que és el Sexenni Democràtic. A finals d'any, sense cap tipus d'organització que governés Espanya, es formaren a les ciutats més importants unes Juntes Revolucionàries; les de Madrid van decidir fer un Govern Provisional per l'Estat, i nombraren com a cap d'aquest el general Serrano. En el seu govern hi havia tant progressistes com revolucionaris, i és per això que en un principi es dona una mica més de llibertat a les persones, però en temàtica econòmica no canvien res de l'època isabelina (a part de la introducció el mateix 1868 de la pesseta com a moneda unitària d'Espanya). Ho van fer perquè volien modernitzar el país, però deixant una estructura per acollir un nou rei.

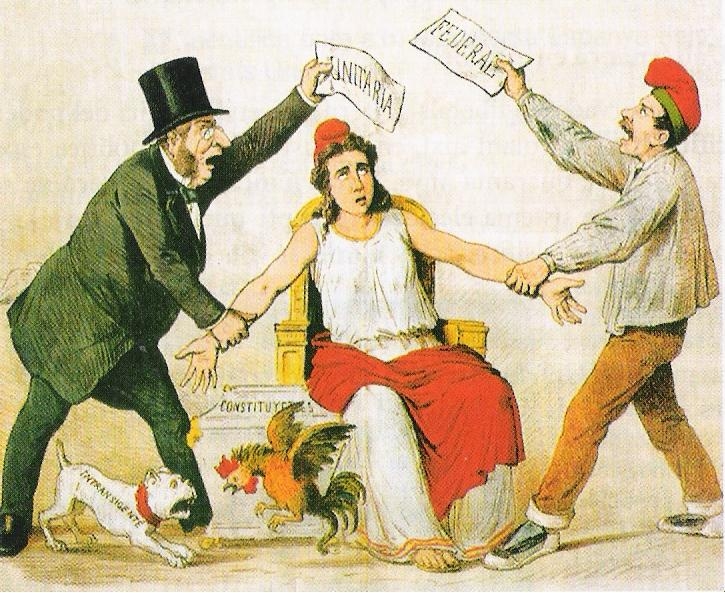
Caricatura de la revista satírica La Flaca del 3 de març de 1873 sobre la pugna entre els radicals, que defensen la república unitària, i els republicans federals que defensen la federal.

A principis de 1869, es constituïren unes Corts, amb majoria monàrquica. El primer semestre de l'any, els diputats treballaren per fer una nova constitució, que es feu una realitat l'1 de juny (data en què s'aprovà). La Constitució de 1869 era molt més liberal que totes les que s'havien escrit, i fins i tot democràtica. Nogensmenys, exigia que el cap d'estat fos el Rei, que governaria amb una Monarquia Constitucional calcada a la britànica d'aquell temps. Això volia dir que es necessitava rei, i de moment posaren de regent al general Serrano i, com a cap de govern, al general Prim.
Després d'aquest important pas, Prim fou l'encarregat de cercar el nou monarca per Espanya. Aquesta tasca, fou molt dura de realitzar, ja que hi havia pocs candidats pel tron, i la majoria d'ells no s'acollien a les exigències del general català. Finalment, però, la casa italiana ofereix el fill del rei Víctor Manuel I com a candidat, Amadeu de Savoia. El 16 de novembre de 1870, en una sessió parlamentària històrica en el Congrés, sortí d'entre diverses opcions el candidat italià, Amadeu I (amb 191 vots, dels 320 que votaren), que fou rei oficialment a partir del 2 de gener de l'any següent, i el seu cap de govern seria Serrano.

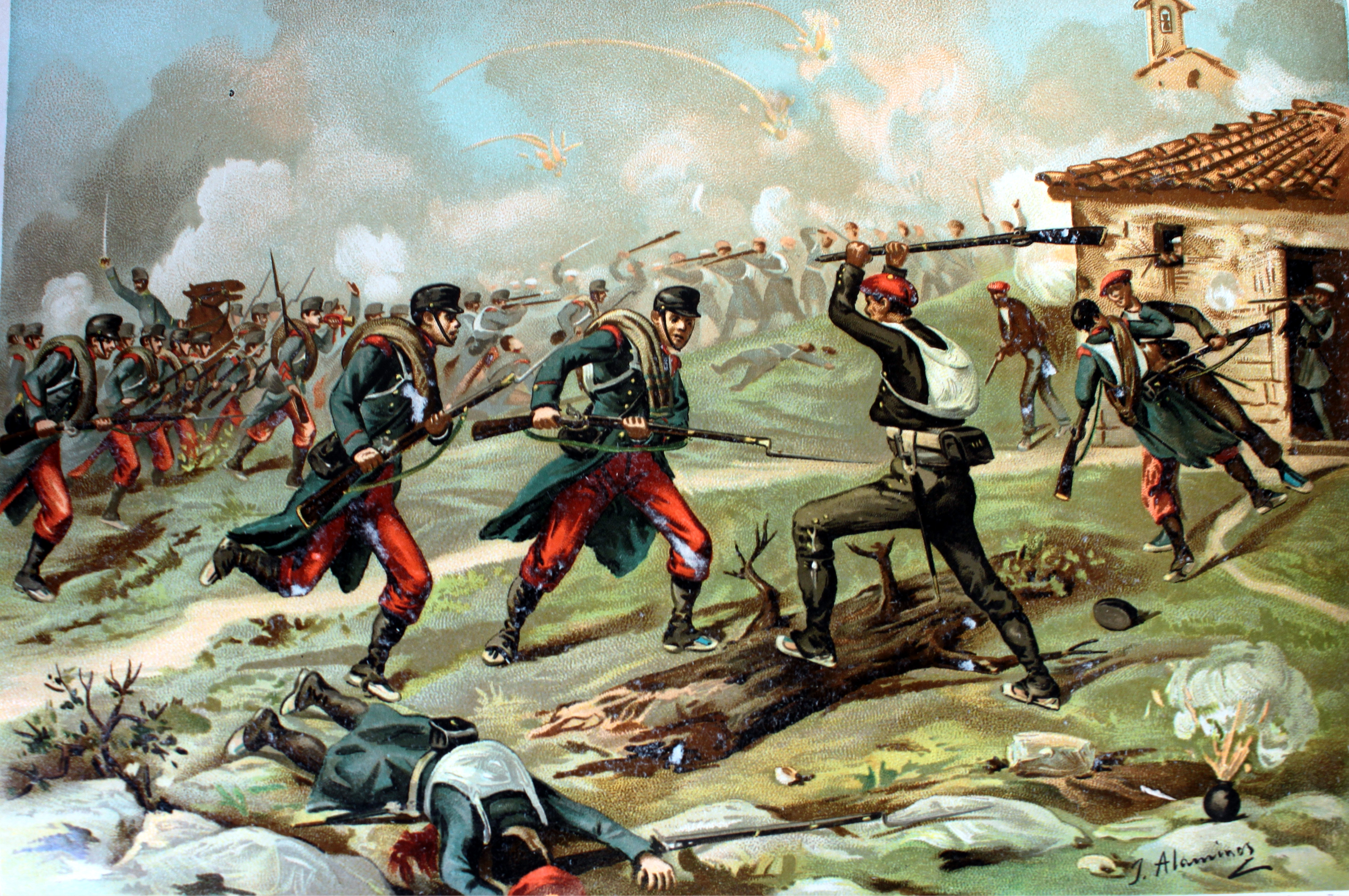
Batalla de Murrieta a Sant Pere Abanto el 1874, durant la tercera guerra carlina.

La seva monarquia no funcionà gens, ja que l'Estat estava massa fraccionat: els carlins provocaren el 1872 la Tercera Guerra Carlina, els republicans el volien veure fora del tron, igual que els borbònics, que semblaven ésser ocults, o els aristòcrates, que estaven sortint perjudicats de la política d'Amadeu I, i el poble en general estava indignat en veure el mediocre resultat que havia tingut aquella "Gloriosa" revolució, ja que en la vida quotidiana no havia canviat res des de l'època d'Isabel II. El cap de govern el 1871 canvià molt, començant per Serrano, que deixà el càrrec a l'estiu. En aquell moment s'hi posa primer Ruiz Zorrilla, i després el general Malcampo, però cap dels dos surt votat en majoria pel Congrés. Finalment, es posa Sagasta, que amb el permís d'Amadeu dissolgué el Congrés i convocà eleccions, on més gent va poder votar. Tanmateix, aquelles eleccions foren el reflex del fracàs de la revolució, ja que sembla que foren molt manipulades.
Sagasta caigué del poder el maig de 1872 per fraus econòmics, i ocupà el seu lloc el general Serrano ja per enèsima vegada. Serrano demana dissoldre les Corts al rei, i aquest li ho denega, amb la cèlebre frase de: "Yo, contrario". Aquest general dimití, i en el seu lloc Amadeu hi posà Ruiz Zorrilla, i aleshores sí que acceptà la dissolució de les Corts per anar a les urnes. Això va ser la desfeta d'aquella monarquia, ja que en les eleccions vencé majoritàriament l'esquerra, i la minoria més important fou la republicana; pocs mesos després, a l'hivern del 1872-1873, Ruiz Zorrilla es veia incapaç d'aturar els republicans, que eren ja a Madrid, i els carlins, que s'estaven posicionant bé en la Tercera Guerra Carlina.
Aquesta paupèrrima situació que estava vivint Espanya feu prendre una decisió important a Amadeu I: el 10 de febrer de 1873 abdicà, deixant un gran buit en el Congrés. L'endemà, el que tothom predeia succeí: els republicans proposaren abolir la monarquia al país, i amb una minoria del 20% fou aprovada la proposta per ser l'única forma de govern que de moment no havia sortit fracassada.
La I República Espanyola, però, fou tot un desastre, ja que a part de tenir un escàs suport, només entre ells ja tenien les seves grans diferències: uns eren partidaris d'una república federalista, i uns altres d'una unitària. El primer president, Estanislau Figueras, no pogué actuar a causa de les múltiples revolucions d'altres trossos del puzzle espanyol. El juny s'exilià, donant pas a Pi i Margall, qui ràpidament fa un projecte de Constitució federal, que no s'aprovaria atès que sorgiren les inèdites insurreccions cantonals, amb les quals un poble com Cartagena o València volia fer sol un Estat Federal.
Pi i Margall esdevingué insostenible, i en el seu lloc entrà Nicolás Salmerón, molt més centralista, amb la qual cosa potencià molt els cantonalismes. Salmerón hagué de dimitir donat el caos que estava formant el setembre. És llavors quan Emilio Castelar, partidari d'una república unitària, fou proclamat cap de govern amb uns poders extraordinaris, a fi i efecte de solucionar tots aquests problemes. Castelar donà per acabades totes les insurreccions cantonalistes, però amb una actitud absolutista, aturà el projecte de Pi i Margall, clausurà les Corts i governà ell sol, això sí, durant molt poques setmanes.
El 3 de gener de 1874, el general Pavía fa un cop d'estat donant per acabat el poder de Castelar, i dissol les Corts. Amb la formació d'aquestes, el general Serrano es tornà a fer amb el govern republicà (en una república ja parlamentària; molts diuen que ja havia acabat la I República), i de gener fins a desembre es prepara l'entrada al poder novament als borbons, amb Alfons XII com a monarca. El 29 de desembre, per accelerar aquest procés, el general Martínez Campos fa un cop d'Estat i proclama el fill d'Isabel II nou rei d'Espanya, mentre que Cánovas del Castillo, que era qui havia preparat el retorn dels borbons des de la Gran Bretanya, es fa càrrec del govern.
Mentrestant, en aquells sis anys havien succeït moltes coses en la societat obrera espanyola, i val la pena fer aquest parèntesi. Els treballadors de les indústries havien de patir pèssimes condicions de treball, i per això i per les revolucions que altres països ja havien posat en marxa, el 1868-1869, de la mà de José Fanelli i la I Internacional, es funden les primeres AIT a Madrid i Barcelona, embrions dels corrents anarquistes i marxistes que després es formarien. El 1870 se celebrà el primer congrés obrer a Barcelona, que aniria tenint continuïtat així també continuant els corrents obrers.

#### Segona Restauració Borbònica (1874-1931)

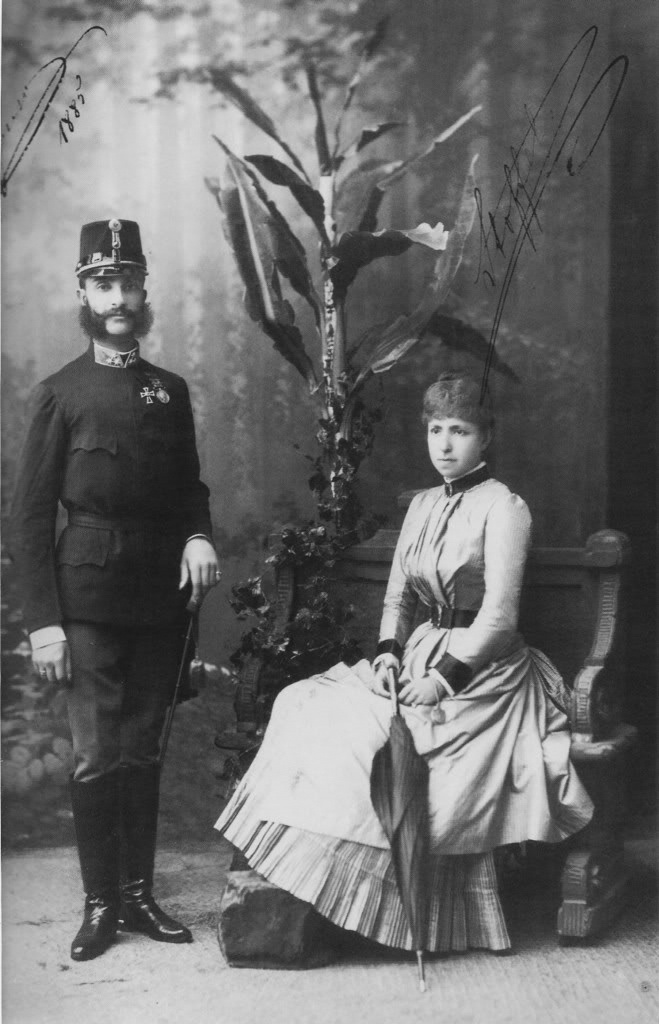
Alfons XII amb la seva segona esposa, Maria Cristina d'Àustria.

Vegeu l'article principal sobre la Segona Restauració Borbònica
El moviment obrer també faria acte de presència en la II Restauració Borbònica, que començava el 1874 amb Alfons XII per treure el país del forat on estava immers, o aquesta era la teoria. La realitat però, fou una altra, i és que el rei no governà, sinó que deixà pas als polítics de dos partits a fer-ho excloent els altres. Aquestes dues formacions, anomenades Partits Dinàstics, eren el Partit Moderat (liderat per Cánovas del Castillo i que incloïa aristòcrates i terratinents) i el Partit Liberal Conservador (liderat per Sagasta i que allotjava els progressistes i burgesos).
Per fer un govern bipartit, inventaren el sistema de torns, amb el qual s'anirien intercanviant el poder del país. Primer va ser el torn del conservador Cánovas del Castillo, que va dur a terme la pacificació de l'exèrcit, arribant al final de la Tercera Guerra Carlina (1876) i al de la guerra amb Cuba el 1878, que s'havia iniciat deu anys abans fruit de sublevacions de la colònia ultramarina. Cánovas també va elaborar la Constitució de 1876, que reunia aspectes de la de 1869 i de la de 1845. Quant a drets individuals, s'assemblava a la del Sexenni, ja que era liberal-progressista, i quant a la forma de govern, era un reflex de la isabelina, puix que dividia el poder en dos: l'executiu (que requeia en el rei, que l'exercia a través de les Corts) i el legislatiu (que requeia en ambdós). Les Corts es dividien en dues càmeres: el Senat (l'elitista, on la majoria era elegit pel rei o per si mateixos a causa del seu poder) i el Congrés (elegit pel poble primer en Sufragi Censatiu, i a partir de 1891 en Sufragi Universal Masculí; tot i aquest pas democràtic, les eleccions eren sempre un frau fruit del caciquisme i les tupinades).
El 1879, per la seva banda, Pablo Iglesias funda el PSOE, partit d'ideologia socialista.
El 1881 accedien al poder Sagasta i els liberals, i aquest govern donà més importància a les llibertats personals (la de càtedra, expressió, associació i reunió), feu la Llei de Premsa, i també feu estudiar el moviment obrer. De 1883 a 1885 governà Cánovas, i a finals d'aquest mandat morí el rei Alfons XII, deixant abans d'això un embrió a la seva dona Maria Cristina, Alfons XIII, que es convertiria en rei des del primer dia de vida. Al no ésser però "apte per a governar", es posà com a regent la seva mare fins al 1902. Com a conseqüència de la mort d'Alfons XII, se signa el Pacte del Pardo el 1885, el qual significava la continuació del bipartidisme a Espanya.
Mentrestant, en governació fins al 1890 restà Sagasta, que dugué a terme algunes reformes de caràcter social i polític. Espanya s'estava fent forta, però per altra banda l'obrerisme anava avançant al seu ritme: el 1888, a part de fer-se la primera Exposició Universal a Barcelona, nasqué la Unió General de Treballadors (UGT).

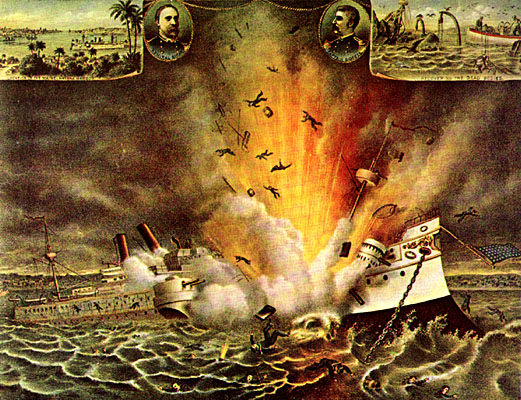
L'explosió de l'USS Maine va ser la precursora de la guerra hispanoamericana

L'última dècada del segle xix semblava que seria tranquil·la i favorable per continuar fent reformes, i efectivament ho va ser (encara que no tota), ja que els dos partits polítics majoritaris es continuaren tornant el poder. El 1897, però, començà una nova etapa de patiment i davallada espanyola: el dirigent conservador Cánovas del Castillo fou assassinat per Anjolillo, un anarquista. I l'any següent, amb els liberals en el poder, el govern no va saber frenar els greus problemes que hi havia des de feia anys a les colònies. El 1895 havia començat una guerra per la Independència cubana encapçalada per José Martí. Anys més tard, els Estats Units, que en un primer moment eren favorables a una independència del territori, se la voleren arrabassar a Espanya, i el 1898, després d'una curta guerra entre els dos països, Espanya hagué de cedir-li la majoria de les seves colònies (Cuba, Filipines, Puerto Rico i Guam). Fou el Desastre de 1898 per Espanya, una gran humiliació que portaria cua, i un cert descrèdit per una forma política que començà a experimentar una decaiguda fruit de l'evolució dels nacionalismes, els republicans, l'abstenció, els obrers i els intel·lectuals, que reflectien la ineptitud de govern i monarquia.
Enmig d'una societat decebuda, on tothom criticava els polítics però sense aportar cap solució, els alts càrrecs pensaven en com dur a terme el regeneracionisme, però al no saber com canviar aquell país, que era incapaç d'adaptar-se a la modernitat, seguiren igual fins al 1902. Aquell any, Alfons XIII accedí al poder de monarca sense regències.
També el 1902, encara Espanya amb el sistema de torns i els fraus electorals, començava a intentar aixecar el cap. El seu governant vigent, Francisco Silvela, intentà modernitzar i regeneracionar el país infructuosament. Aquesta tasca la reprengué de 1903 a 1909 Antonio Maura (conservador), que combatí contra els cacics i els nacionalismes. La seva primera crisi a Catalunya (1905) vingué arran d'aquest últim fet i a partir d'un acudit fet a la revista "Cucut!", en el qual es ridiculitzava l'exèrcit pels seus fracassos colonials i que comportà la crema d'aquesta revista i del diari "La Veu de Catalunya" i l'aprovació de la llei de jurisdiccions. També intentà instaurar la democràcia real, i no aparent com fins aquell moment. El 1907 publicà la Llei d'Administració Local, la qual havia d'abolir el caciquisme i havia de donar molta autonomia a Catalunya, però només quedà en un projecte.

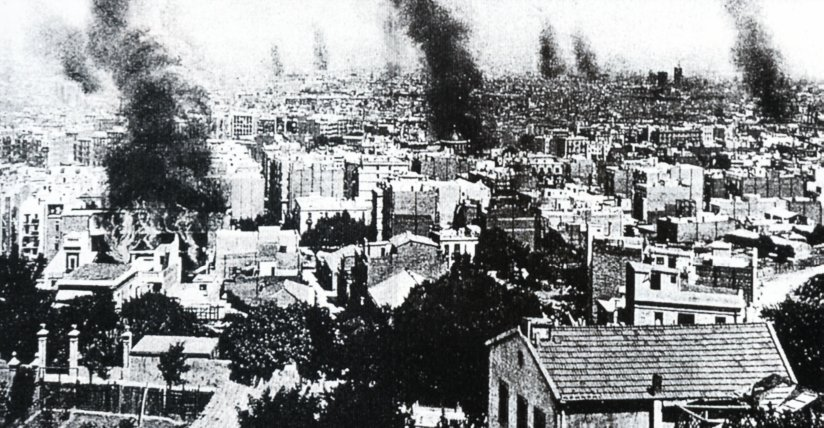
Vista de Barcelona durant la Setmana Tràgica, amb esglésies i altres edificis cremant.

Set anys després de l'entrada al poder, a Alfons XIII li arribaren més problemes: l'exèrcit estava intentant recuperar el prestigi perdut el 1898 batallant al nord d'Àfrica per aconseguir colonitzar la zona. Això estava començant a portar divergències entre els polítics i els militars, que feien trontollar l'intent de regeneracionisme dels primers. La crisi, però, arribà quan la ciutat de Barcelona es rebel·là contra la mobilització d'uns reservistes catalans que havien d'anar al Marroc. El poble estava en desacord amb aquesta imposició, i una ona de violència passà per la ciutat comtal en la Setmana Tràgica de 1909, que quedà reduïda per l'exèrcit.

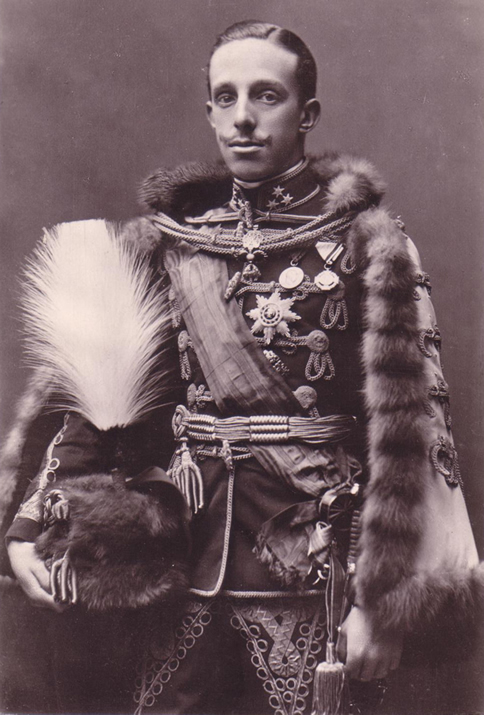
Alfons XIII.

Allò feu dimitir Maura, que fallava en el seu intent, i el seu lloc l'ocupà Segismundo Moret, que només durà uns mesos. El seu successor fou José Canalejas (liberal), que va fer el segon intent d'aquest reformisme desitjat per tothom. Alguns dels canvis que va fer aquest dirigent foren inventar-se un impost per les rendes urbanes, que gravava especialment als rics, i donar la solució per resoldre el problema dels nacionalismes, fent la llei de mancomunitats provincials, tot i que no arribà a aprovar-la. Un altre problema de Canalejas fou el moviment obrer, ja que el 1910 es fundà la Confederació Nacional de Treballadors (CNT), fent més potent aquest moviment. El cap de govern decidí acontentar-los passant la jornada laboral a nou hores diàries, i també regularitzà el treball de la dona.
Quan la modernització de l'estat somniada per tothom s'estava duent a terme, el 1912 un anarquista matà Canalejas, frenant les grans reformes. El poder recaigué en el conservador Eduardo Dato, qui, com a tal, no gaire favorable a aquestes modernitzacions. Tot i això aprovà el 1912 la Llei de mancomunitats i el 1914 s'establí la Mancomunitat de Catalunya.
Per tant, s'auguraven uns anys d'estancament, i quant al regeneracionisme, acabà allà; però l'economia espanyola pujà com l'escuma, ja que a l'esclatar la Primera Guerra Mundial i posar-se el país com a neutral, fou el subministrador majoritari dels altres països europeus, així enriquint-se. Això tingué una part dolenta per la societat espanyola, i és que el cost de vida pujà entre un 15 i un 20%, per bé que els salaris no pujaven correlativament. Durant els anys 1914-1918, el país visqué uns anys de constants vagues de treballadors que es queixaven de tal injustícia.
L'agost de 1917, la UGT i el PSOE convocaren una vaga general a tot l'Estat, i a això, el govern d'Eduardo Dato declarà l'Estat de guerra, tancant les Corts, i la reprimí en una setmana. Els parlamentaris reclamaren la reobertura del Congrés i com a única sortida a aquest nou caos el Rei demanà la formació d'un govern de concentració nacional presidit per García-Prieto i format pels polítics més rellevants de l'època de tots els partits, inclòs Francesc Cambó (Lliga Regionalista)). Previsiblement, però, aquest govern es desfeu per incompatible, i fins al 1923 es van anar succeint governs provisionals (als quals el Rei donava el seu obligatori suport) per l'estil, així desfent el bipartidisme nascut el 1876 amb Cánovas i Sagasta.

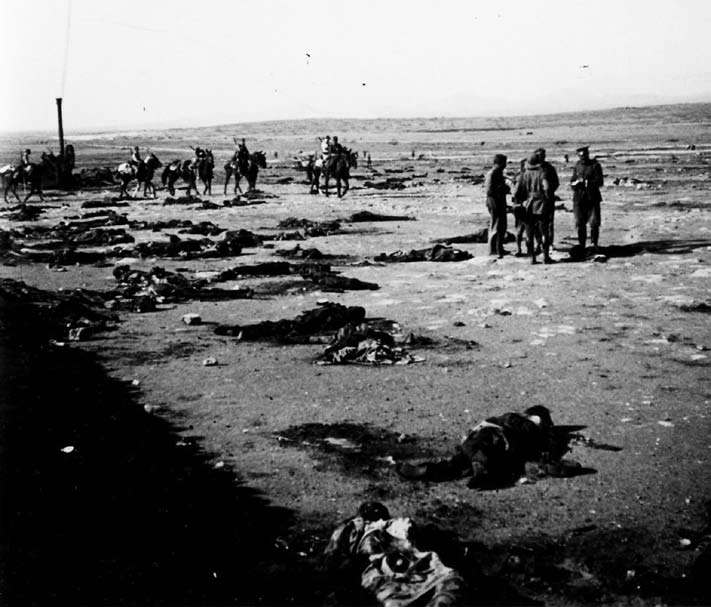
Cadàvers de soldats espanyols en el Rif el dia del Desastre d'Annual.

El 1921, una altra desgràcia militar com la de 1898 succeïa. La invasió al Marroc estava essent difícil, i s'intentà sublevar un líder local, Abd-el-Krim. D'aquesta missió, l'exèrcit espanyol en sortí àmpliament derrotat (moriren 12.000 soldats i s'hagueren de retirar de la zona del Rift), i l'opinió pública en aquell moment es tirà a la iugular dels militars, polítics i monarca per incompetents.
En aquell moment es decidí crear un govern de concentració presidit pel general García Prieto, amb la intenció de reformar la Constitució. No obstant això, el 13 de setembre de 1923, l'Exèrcit feu un cop d'estat a Catalunya mitjançant el seu capità general, Miguel Primo de Rivera, que s'estengué ràpidament.
Donada la situació anàrquica que vivia el país, la majoria de la població donà suport al cop (especialment l'Església, la burgesia, l'Exèrcit, els terratinents i en general, molts habitants). No obstant això, els republicans, anarquistes, socialistes i comunistes s'oposaren fermament al govern que es presagiava de Primo de Rivera. El rei, per la seva banda, anhelava un govern militar, ja que no veia altra sortida a Espanya. Per tant, aquella mateixa setmana Primo fou nomenat cap de govern, i a l'instant assumí tots els poders legislatius, declarà l'Estat de guerra i dissolgué les Corts. Era un dictador al qual el rei li havia donat suport.
Els dos primers anys, 1923-1925, Primo formà el directori governamental com va voler; tot el govern estava format per militars. La primera etapa de Primo seria el Directori Militar. En aquells anys es dedicà a abolir les llibertats aconseguides pels restauradors, invalidà la Constitució de 1876, i dugué una política totalment adversa al moviment obrer i els nacionalismes (àdhuc es prohibí l'ús del català). L'únic partit permès, que fou el governamental, fou la Unión Patriótica, formada per conservadors, burguesos, catòlics i grans terratinents.

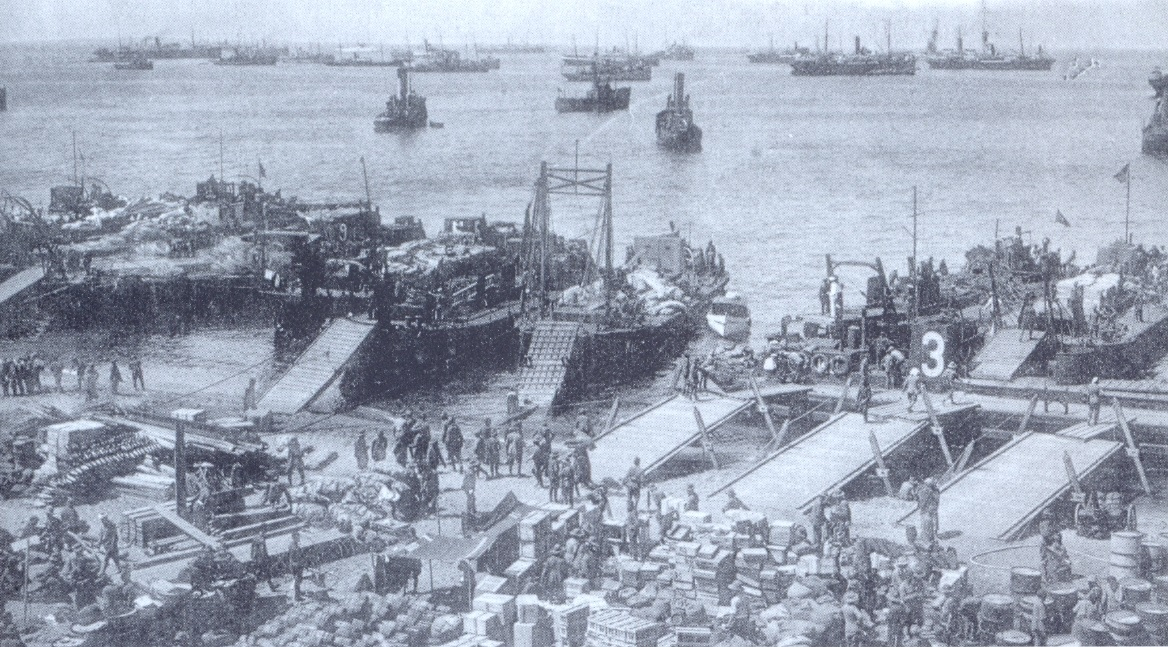
Desembarcament d'Alhucemas

Militarment, el govern sí que sabé actuar bé en la guerra amb el Marroc que 19 anys enrere s'havia engegat. Amb l'ajuda de l'exèrcit francès, el 1925, a conseqüència del desembarcament d'Alhucemas, Espanya es feu amb el territori de la vall del Rift, al Nord d'Àfrica.
Aquell any, nomenà un nou govern, ara format per 4 militars i 6 civils, que restaria fins a l'any 1930. Era l'etapa del directori civil. La nova executiva dugué a terme una política social i econòmica que funcionà, fent progressar una mica la situació del país.
Es millorà la xarxa de carreteres i ferrocarrils, fent baixar l'atur, es crearen confederacions hidrogràfiques per tal d'aprofitar la força de l'aigua dels rius i començar a crear energia elèctrica d'aquesta font, i culturalment feu tirar endavant l'Exposició Internacional de 1929 a Barcelona. Val a dir que la política econòmica de la dictadura funcionava fruit del progrés que estava afectant tot el món en aquells "feliços anys vint".
Per altra banda, la política interior estava anant totalment per on ell volia, com ho demostra només la dada que tots els partits estaven il·legalitzats. Era per això que socialistes, anarquistes (que fundaren la Federación Anarquista Ibérica (FAI)), republicans i catalanistes com a més destacats començaren a fabricar un clima de crítiques cap al règim (els intel·lectuals també els seguien) quant a política interior. L'econòmica, que funcionava bé, patí un cataclisme a partir de l'octubre de 1929, amb el famós Crack del 29, que afectà tot el món. Molts militars retiraren el seu suport a la dictadura, ja que la consideraven un fracàs, i aquella dictadura que ja tremolava d'allò més, aguantà fins que el rei Alfons XIII li retirà el seu suport. Automàticament, Primo dimití el 28 de gener de 1930.
El monarca, amb l'objectiu de restablir l'ordre, formà un govern provisional capdavantejat pel general Berenguer, que durant l'any 1930 tornà a validar la Constitució de 1876, i intentà tornar al panorama social espanyol d'abans de 1923. Això, però, fou impossible de fer, ja que la desestructuració dels partits dinàstics (els del sistema de torns) era màxima, i els altres partits pactaren un moviment polític revolucionari per derrocar Alfons XIII. Eren els republicans, socialistes i nacionalistes.
El febrer de 1931, Berenguer dimití, i el seu lloc l'ocupà interinament l'Almirall Aznar, qui convocà eleccions pel 12 d'abril de 1931, per tal de triar nou president i fer una mena de referèndum per preguntar al poble si era monàrquic o no. Els resultats de les eleccions (en les quals pogué votar la dona), foren clars: els socialistes i republicans arrasaren; la conclusió d'això fou encara més clara: el rei s'exilià, i el 14 d'abril de 1931 es declara la República a diversos territoris, com a Catalunya. Niceto Alcalá-Zamora feu la proclamació de la II República Espanyola al conjunt del territori, establint un govern provisional.

### Segle XX

#### Segona República Espanyola (1931-1939)
Vegeu l'article principal sobre la Segona República Espanyola

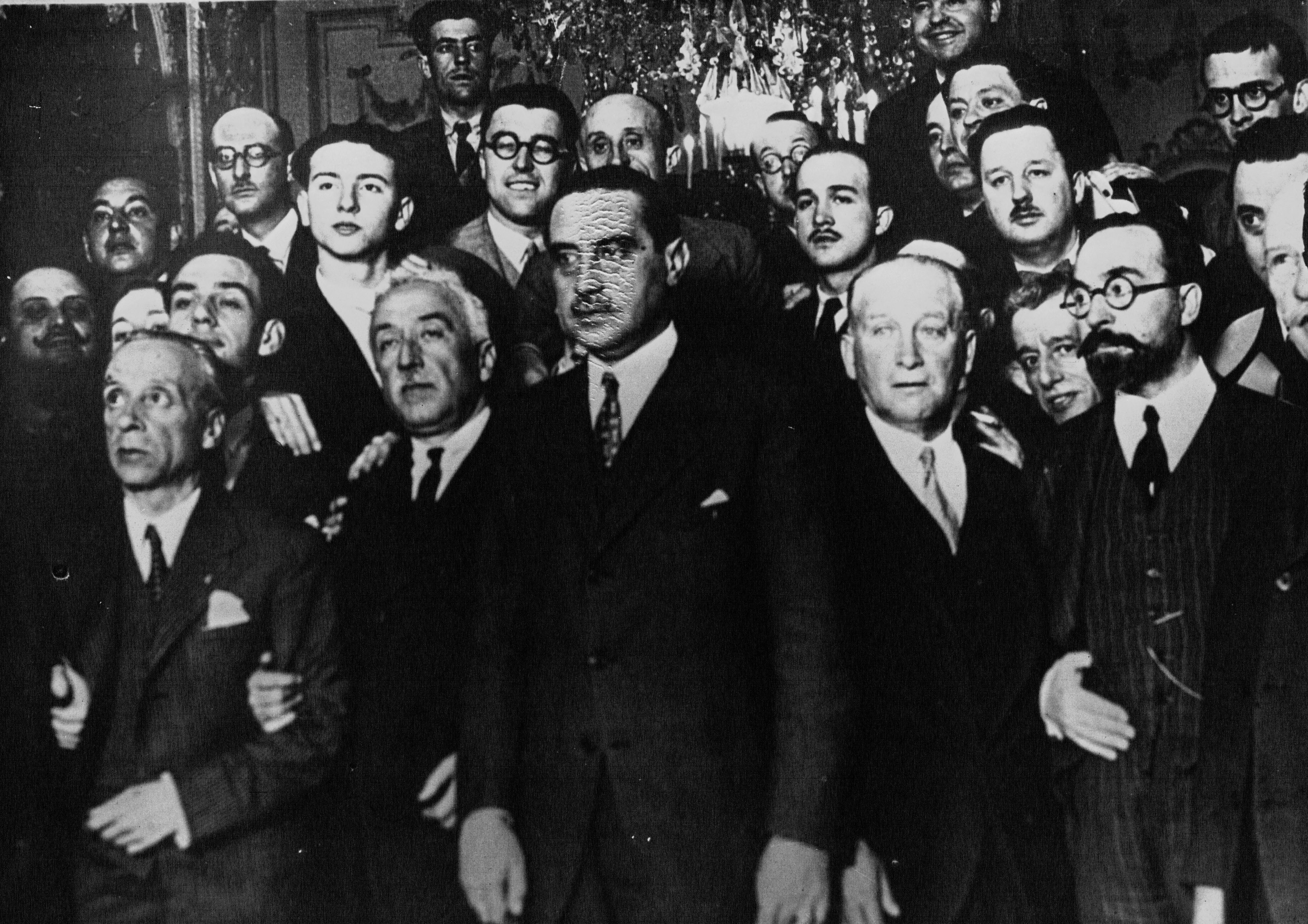
Membres del govern provisional de la Segona República; d'esquerra a dreta: Álvaro de Albornoz, Niceto Alcalá-Zamora, Miguel Maura, Francisco Largo Caballero, Fernando de los Ríos i Alejandro Lerroux.

El 1931, després d'unes altres eleccions (les primeres sense caciquisme), Manuel Azaña fou proclamat cap de govern, i Alcalá Zamora president de la República. El govern vigent, necessitat d'una carta magna, el mateix 1931 aprovà la Constitució de 1931, que constava de les següents bases: l'Estat estava unit, encara que reconeixia les autonomies de tots els pobles i regions; per altra banda, el poder legislatiu requeia només al Congrés, els diputats del qual eren triats cada 4 anys per Sufragi Universal (també femení, i a partir dels 23 anys); també garantia les llibertats de premsa, ensenyament, reunió, religió i drets socials i polítics paritaris per homes i dones. Amb aquesta constitució s'obria la primera etapa republicana, l'anomenat Bienni Progressista.

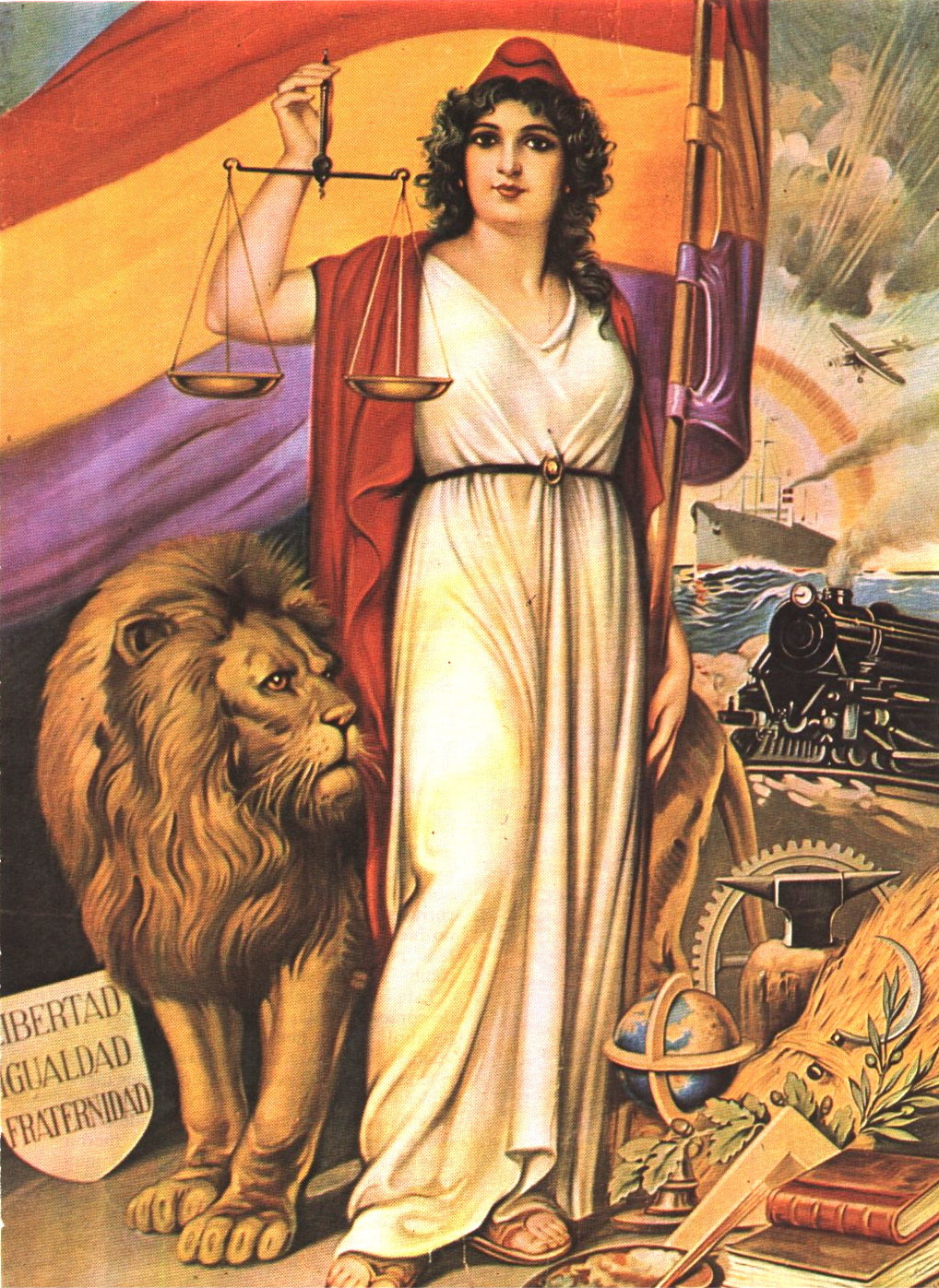
Al·legoria a la II República Espanyola, en ella s'observa la nova bandera.

En aquell mandat, s'aprovaren un seguit de processos progressistes, com per exemple la llei de la limitació de poder de l'Església, el procés de professionalització de l'exèrcit, per assegurar que era fidel a la República, o la Llei de la Reforma Agrària, amb l'objectiu de destruir el latifundisme que tant de mal havia fet a la societat. També es feu front a l'analfabetisme de la societat, primant més els mestres, i s'intentà aturar l'atur acumulat, encara que no es trobà cap solució adient. Finalment, a l'acceptar les autonomies, el 1932 el Congrés aprovà l'Estatut de Núria català, amb el qual Francesc Macià pogué accedir a ésser president de la restaurada Generalitat de Catalunya.
Com en tots els governs anteriors, però, començà a aparèixer oposició contra els mandataris, aquesta vegada des de dins mateix del republicanisme; la dreta i l'esquerra radical eren les principals detractores. També cal destacar la sublevació militar sense fruits de 1932 duta a terme pel general Sanjurjo, que representava la dreta monàrquica.
El 1932, de la mà de Gil Robles es fundà la CEDA, un partit de la dreta republicana que intentà desprestigiar el govern, com també ho feren els radicals (la CNT i UGT). El govern, encara dèbil, començà a trontollar, i l'opinió pública s'abraonà a ell després que algunes insurreccions camperoles acabaren amb una dura acció policial.

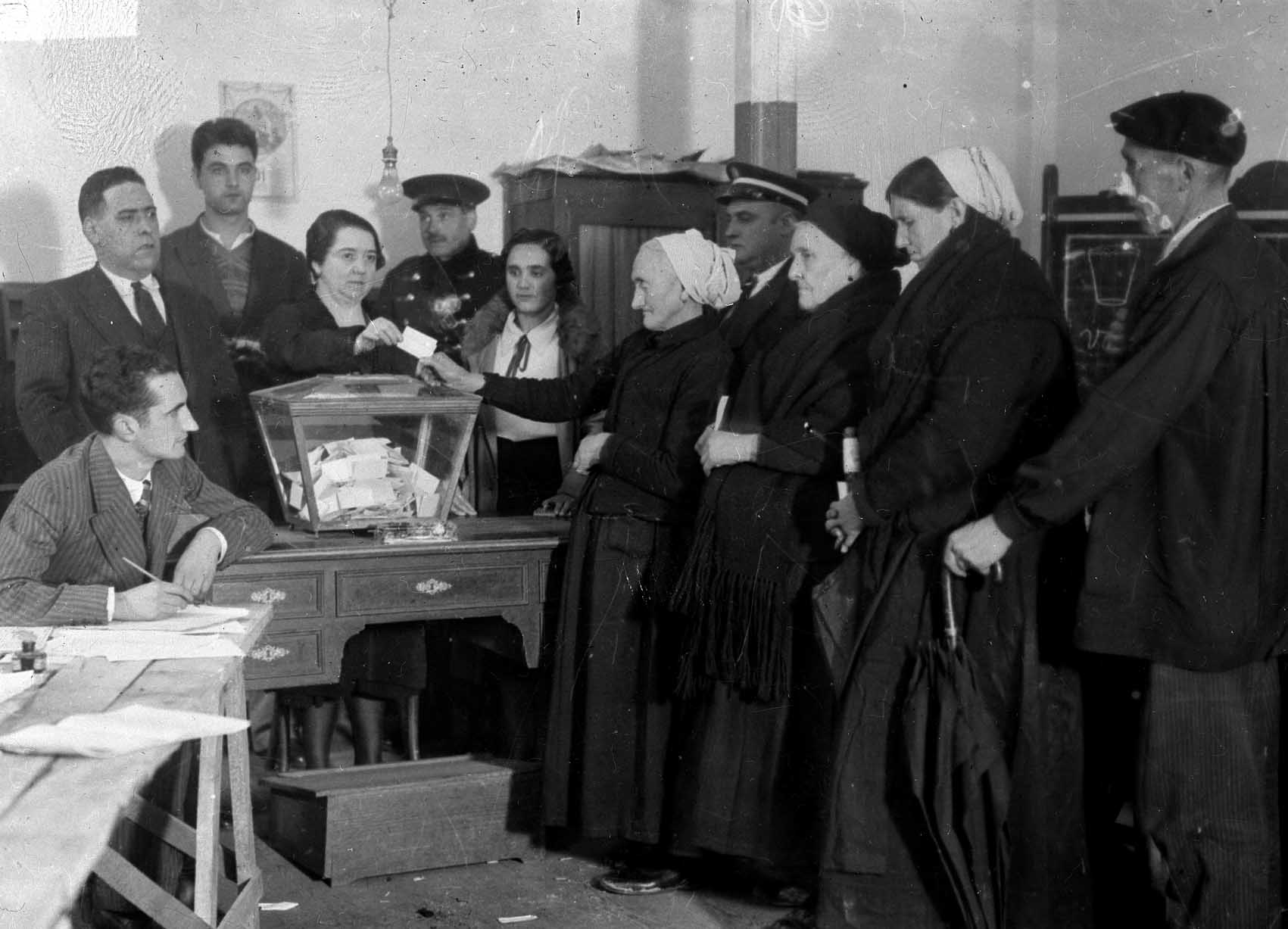
Dones votant a Eibar el 1933

El 1933, Alcalá Zamora no tingué més remei que retirar el seu suport a Manuel Azaña i proclamar eleccions. Aquestes donaren com a resultat una victòria de la CEDA, que per governar s'hagué d'aliar amb el Partit Republicà Radical de Lerroux, així formant un clima governamental de gran inestabilitat. Fins a l'octubre de 1934, el president de la república nomenà Lerroux cap de govern, fins que en aquell moment accedí a donar el poder a la CEDA de Gil Robles. Seria l'inici del Bienni Conservador, o Bienni Negre (anomenat així pels d'esquerra). Aquell govern es caracteritzà per un notable conservadorisme polític i l'anul·lació de les reformes polítiques, regionals i econòmiques del govern anterior.
Nogensmenys, el mateix octubre de 1934, amb la frenada de les reformes i una crisi econòmica que s'estava incubant, feu que alguns polítics autonòmics (catalans i asturians, majoritàriament) es rebel·lessin contra la CEDA. Les revoltes, val a dir-ho, acabaren amb un munt de presos polítics (amb Companys i tot el seu govern al capdavant), que feren que el poble comencés a posar-se a favor de les esquerres.
Per altra banda, el govern conservador tingué cada vegada una actitud més reaccionària; permeté, per exemple, actuar a la dreta feixista contra l'esquerra. Aquests enfrontaments feien que l'estat es dividís profundament entre l'esquerra i la dreta. Els primers, per posar mesura a l'ascensió del feixisme, s'acolliren a fer un Front Popular per combatre'ls, com estaven fent tots els països europeus amb el mateix. Amb aquella tensió, el govern de la CEDA i dels radicals, entrà en una greu crisi per uns fraus protagonitzats per Lerroux. A conseqüència d'allò, el 1935 Alcalá Zamora feu fora Gil Robles del govern, per posar-hi Portela Valladares, que convocà eleccions.
Molts grups polítics liberals i d'esquerra feren un pacte per unir-se al Front Popular, mentre que les dretes tingueren problemes per fer-ho; resultat: el Front Popular obtingué la victòria (1936), i el govern passà a ser presidit per Azaña de nou (mentre que el President de la República continuava essent Alcalá Zamora). Aquest continuà les reformes que havia començat al primer bienni republicà: es restituí la Generalitat i tots els alts càrrecs empresonats foren alliberats, el País Basc i Galícia començaren a tramitar llurs estatuts i s'impulsà de nou l'educació.
Al maig, el vigent president de la República fou destituït per les Corts, i el seu lloc l'ocupà Manuel Azaña, mentre que el cap de govern passà a ser Santiago Casares Quiroga. Aquests problemes venien donats per la gran quantitat d'ideologies que es barrejaven: els partits es dividiren en els partidaris d'un reformisme democràtic, i els d'un procés revolucionari. El PSOE, la UGT i les Joventuts Socialistes s'uniren per començar ells les actituds revolucionàries que esperaven. Francisco Largo Caballero fou el líder d'aquest moviment de vigílies de conflicte bèl·lic.
Fora del govern republicà, no era d'estranyar que el 1933 el fill de Primo, José Antonio, fundés un partit anomenat Falange Española, partit feixista d'extremadreta, que s'ajuntà l'any següent amb les JONS, d'ideologia similar. Tampoc fou anormal que a la primavera de 1936 el bloc nacional i la FE de las JONS intensificaren la violència que ja hi havia al territori, per tal de desestabilitzar el règim. Aquests tenien al seu favor molts generals de la Unión Militar Española, que per la seva banda estaven conspirant també contra el govern.

#### Guerra Civil espanyola (1936-1939)
Vegeu l'article principal sobre la Guerra Civil espanyola

Faccions a l'inici de la Guerra Civil espanyola. En blau la zona nacional i en vermell la zona republicana. El color verd representa les conquestes ràpides de les columnes nacionals contra les milícies republicanes.

Després de l'assassinat el juliol de José Calvo Sotelo, militant de la CEDA, els nacionals, també de dretes, esclataren, i això dugué a Espanya una sublevació militar el 17 de juliol, amb el general Mola al capdavant, i el general Franco com a militar destacat d'aquesta revolució. Allò va ser l'explosió de la Guerra Civil espanyola, ja que la sublevació no va ser prou potent perquè funcionés el cop militar. El dia 18 començà dita guerra a la península, on es formaren dos bàndols: el republicà, amb forces comunistes, anarquistes, socialistes i antimonàrquiques, que acceptava i lluitava per un govern com el que hi havia hagut des de 1931; i el bàndol nacional, que comptava amb molts militars, reialistes, conservadors, feixistes i en conjunt, de la gent de la dreta espanyola, que tots feien un front comú per derrocar els republicans i instaurar un possible govern militar. També comptaria amb exèrcits feixistes italians, i nazis alemanys en grans quantitats.
Azaña hagué d'acceptar la dimissió de Casares Quiroga, i al seu lloc posà José Giral, després que un dia abans l'elegit, Diego Martínez Barrio, dimitís. Al setembre, el lloc de cap de govern l'ocupà Francisco Largo Caballero.
A l'inici d'aquella guerra, els sublevats començaven dominant el nord de Castella i Lleó, Galícia, Navarra, part d'Aragó, Balears, Canàries, la part marroquina i l'Andalusia occidental. Els republicans controlaven el País Basc (menys Àlaba), Castella la Nova (una aproximació a Castella-la Manxa amb Madrid), part d'Extremadura, l'Andalusia oriental, i la franja del mediterrani que anava de Catalunya a Màlaga.
Entrant en matèria bèl·lica, el primer objectiu (per acabar la guerra ràpidament) era conquerir Madrid, encara que quan hi van arribar des de Toledo, en varen sortir derrotats en la batalla del Jarama i la de Guadalajara, àmpliament gràcies a les brigades Internacionals, exèrcits estrangers, majoritàriament russos, italians i francesos, que combatien el feixisme. Mentrestant, Màlaga quedava controlada per Mola, Franco i els altres, i Granada, un escull que tenien, el mantenien. Els militars, al fracassar, atacaren el nord a fi de controlar la majoria de territori espanyol i aïllar Madrid.
El general Mola conquerí Sant Sebastià, però morí en unes circumstàncies estranyes, un accident d'avió (primavera de 1937). A partir de llavors, Franco passà a ser el generalíssim dels exèrcits i per acabar amb el País Basc, bombardejà les ciutats de Durango i Gernika. Això feu que els habitants de la zona pràcticament no lluitessin i, com a conseqüència, Bilbao caigué a mans franquistes el 19 de juny. Més tard ho feren Santander, i tota Astúries, on els republicans perdien una zona vital. Mentrestant, per fer distreure l'atenció dels rivals, els republicans feren dues temptatives per a conquerir Aragó que fracassaren: foren les batalles de Brunete i Belchite. Aquestes ja foren dissenyades per Juan Negrín, el nou cap de govern després de Largo Caballero, que mai es posava en aspectes militars.

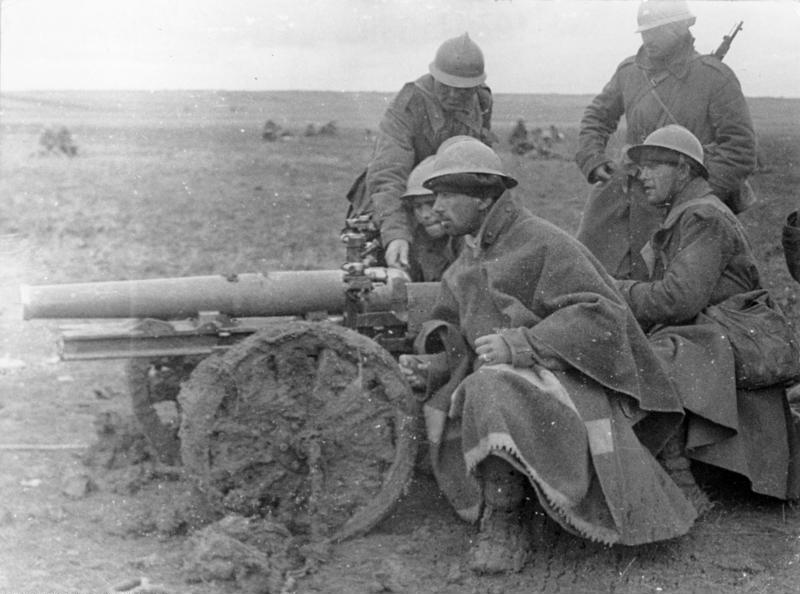
Batalla de Guadalajara

El que sí que funcionà en un primer moment pels republicans fou reconquerir Terol (desembre de 1937), però poc temps després tornà a caure. Això fou una gran victòria per Franco, ja que a partir d'aquell moment començà a envair l'altra part de l'Ebre per Aragó fins a arribar a Lleida, i per altra banda contactà amb el Mediterrani prop de Terol.
S'estava apropant el final, ja que la comunicació Catalunya-Madrid estava ja tallada, i als nacionals només els faltava penetrar per Catalunya, escull importantíssim republicà. Abans d'això, però, es dugué a terme la batalla més sagnant de la guerra, ja que ambdós bàndols sabien el que es jugaven: era la batalla de l'Ebre. De juliol a novembre de 1938, restà activa aquesta pugna, que donà com a resultat la quantitat més esfereïdora de morts de la guerra, i una victòria, la més important, de l'Exèrcit de Franco.
A partir d'aquell moment, els republicans es dedicaren a fugir per la frontera hispano-francesa (inclòs el mateix Azaña) tot deixant als rivals que fessin un passeig pel Principat. El 26 de gener caigué Barcelona, i el 9 de febrer la totalitat del territori català.
Negrín intentà fer de Madrid el gran baluard republicà, encara que no ho aconseguí, ja que estava sol a tot Espanya. Franco fou acceptat pels europeus, Azaña dimití, i a finals de març de 1939 el coronel Segismundo Casado de Madrid entregà la capital. La guerra acabà oficialment l'1 d'abril de 1939.

#### Dictadura Franquista (1939-1975)

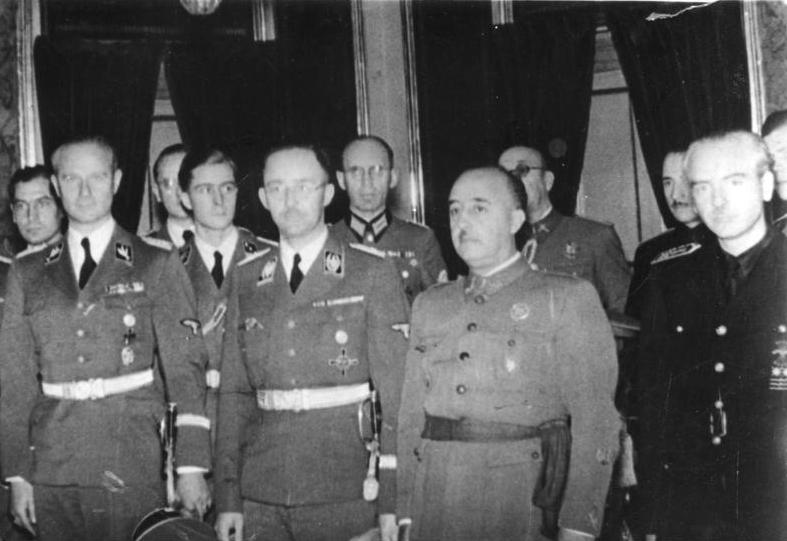
Trobada a Espanya del general Franco i Heinrich Himmler (cap de les Schutzstaffel), amb Ramón Serrano Suñer, 1940. Fotografia dels arxius federals alemanys. Per a la historiografia franquista tardana aquesta intervenció va ser a la vegada molesta i còmoda. Després de 1945, Hitler ja no és un aliat presentable. Però s'hi poden descarregar sobre ell determinats pecats.

Amb aquell capítol acabava la ignominiosa guerra per tot el poble, ja que deixà el país en una situació deplorable quant a l'economia del poble, els seus recursos, i el seu estat. La pobresa del país s'estendria al llarg dels anys 40 i es coneixeria com la post-guerra. Per altra banda, deixava Espanya amb un nou panorama: una dictadura militar capdavantejada per Francisco Franco, que suposava la pèrdua de les llibertats polítiques de tothom i la persecució dels que no obeïssin aquella llei (Ley de Responsabilidades Políticas, 1939). Les característiques principals d'aquest règim, deixant de banda aquesta, foren: l'absència d'una constitució, la concentració del poder polític i militar en Franco, la il·legalització del català i de totes les seves institucions, com les de les altres autonomies. En general, seria un règim antimarxista, antiliberal i feixista. També es caracteritzava pel fet que durant la majoria de l'estada de Franco al poder, no hi hauria cap tipus d'oposició, a conseqüència de la política del terror que feia servir, pròpia de l'absolutisme del segle xvii.
Durant els primers anys de franquisme, la post-guerra, uns 400.000 espanyols foren detinguts, uns 70.000 condemnats a pena de mort i 25.000 afusellats (d'entre aquests, el president de la Generalitat a l'exili, Lluís Companys); a més, introduí la Falange a tots els indrets d'Espanya. Així és com es comportà Franco al principi, per tal de no patir cap ensurt durant els anys de mandat. També començà a fer les seves lleis que substituïren una Constitució:
- La Ley Constitutiva de las Cortes declarava que hi hauria una càmera a les Corts, sempre triada per Franco, i es limitaria a aprovar les lleis que presentés el dictador.
- El 1945 es creà el Fuero de los Españoles, on es declararen els seus drets i deures.
- Un any després, la Ley de Sucesión a la Jefatura del Estado li permetia nomenar un successor, encara que no ho feu fins a 1969. El poble estava coneixent que Franco manaria fins que morís.

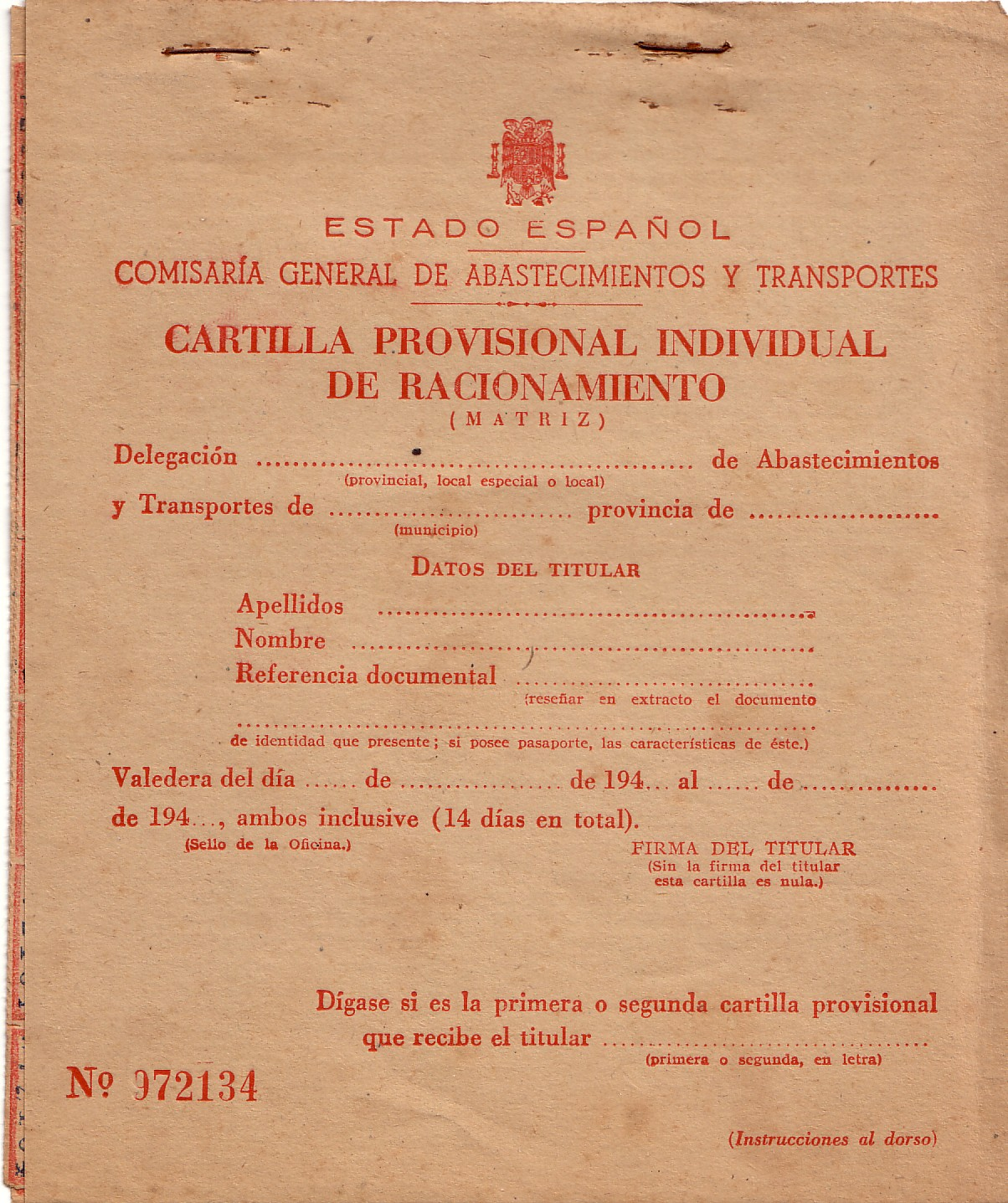
Cartilla de racionament

Franco, però, podria haver actuat millor si volia que Espanya mantingués el nivell d'abans de la guerra, ja que en els primers anys, a part de dur a terme una política autàrquica, aïllacionista, hi havia recessió econòmica, justament per la guerra i la ineficaç política en aquest aspecte. La producció industrial era insuficient, l'agricultura ocupava la meitat de la població activa i era de baix rendiment, i el comerç exterior era molt pobre.
El 1950, Franco hagué de redreçar la situació, deixant la seva política autàrquica, i demanà fer un pacte amb els Estats Units. Aquests estaven autoritzats a establir bases pels exèrcits, a canvi que Espanya rebés diners. Franco permeté que Espanya entrés en fòrums internacionals com l'ONU, la UNESCO o el FMI. El 1953, la Santa Seu legitimava moralment el règim, i aquests moviments feren rehabilitar el règim a l'àmbit internacional.
Als anys 50 sorgiren les primeres revoltes universitàries, vagues d'obrers, o crítiques en general, a causa de la timidíssima liberalització del sistema. Per això Franco remodelà el govern, fent entrar noves figures pertanyents a l'Opus Dei, i excloent alguns falangistes. Aquest nou gabinet redactà la Ley de Principios del Movimiento Nacional (que es referia al "partit franquista", al que manava).
Aquesta renovació en el govern franquista, on s'incorporaven també els anomenats tecnòcrates i reformistes, feu que a partir de 1959 el règim entrés en l'etapa del Desarrollismo. Aquesta etapa tingué com a base la Ley de Estabilización Económica del mateix any, que aturava el semidesastre econòmic que vivia l'Estat: es proposava mantenir els preus, i per tant, frenar les despeses, i així l'esgarrifosa inflació. També es prengueren mesures per millorar el comerç exterior. Les mesures d'aquesta llei funcionaren, l'economia millorà, i s'iniciaren les bases per un creixement econòmic. Aquells anys de canvis donaven a Franco dues opcions clares, la dels tecnòcrates (que era la perduració del règim amb un immobilisme polític a més de la designació de Joan Carles de Borbó com a successor del dictador) i la dels reformistes (que volien una evolució política de la dictadura). El Generalíssim de l'Exèrcit, optà per una barreja de les dues, introduint reformes, com per exemple les lleis següents: la dels Convenis Col·lectius, que permetia la negociació entre empresaris i treballadors de les condicions laborals; la de les bases de la Seguretat Social; la Llei de Premsa, que suprimia la censura prèvia, i la Ley de Estado (1966), que inaugurava un sistema de "democràcia orgànica", amb un sufragi molt limitat.
Franco també seguí la línia dels tecnòcrates, i el 1969 la Ley de Sucesión designà Joan Carles de Borbó com a successor del vigent dictador.

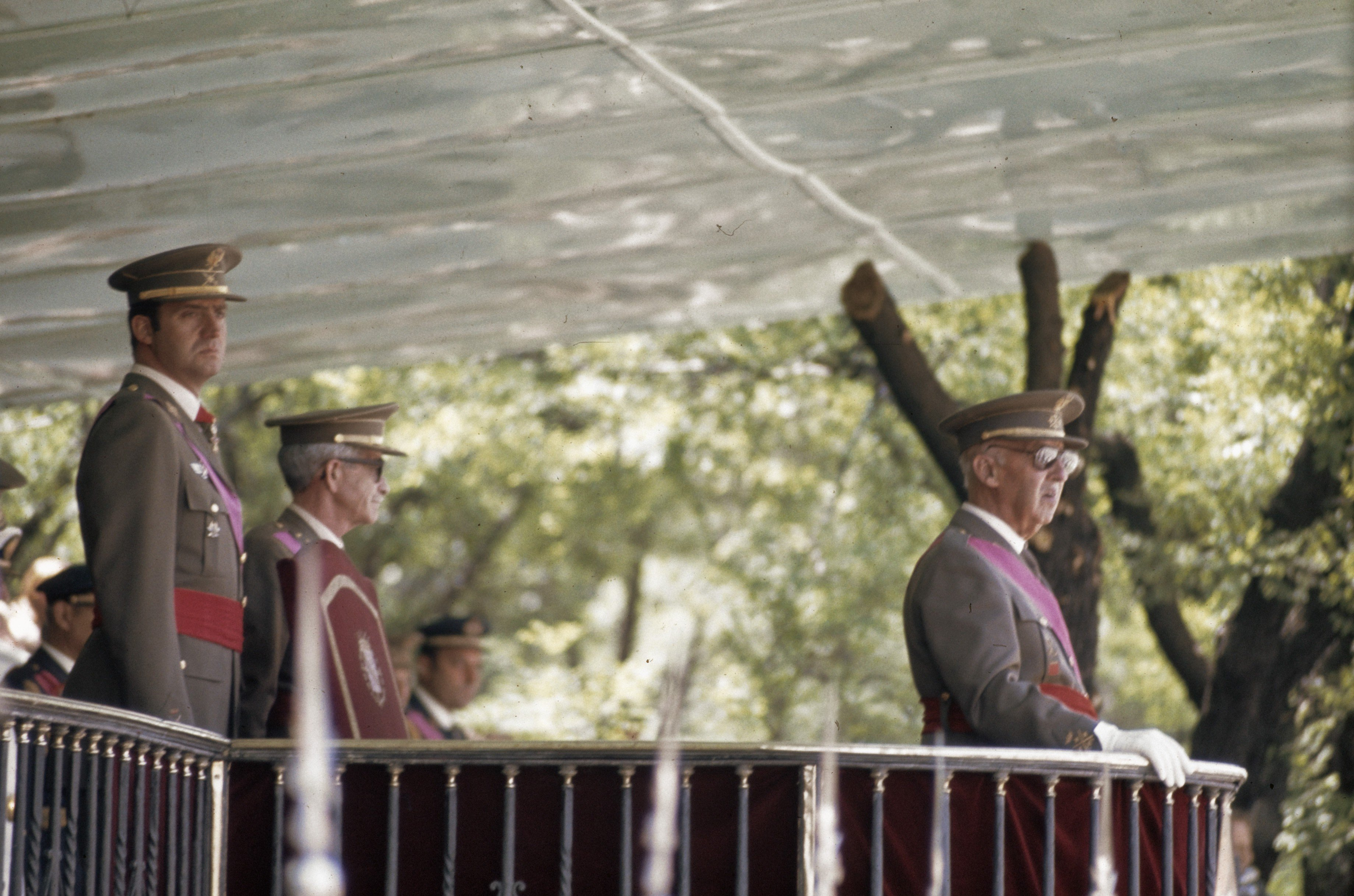
Francisco Franco i el seu successor, el príncep Joan Carles de Borbó.

Als anys 60 començà a fer-se ressò una oposició ja imparable dels detractors del règim:
- Una reunió el 1962 a Múnic de personatges importants, tals com Gil Robles, concluí que Espanya necessitava urgentment democràcia.
- L'Església, sempiterna aliada de Franco, tímidament començava a estar en desacord amb el dictador. Els eclesiàstics catalans i bascos començaren a criticar el règim per l'eliminació de les llengües i cultures basca i catalana.
- En aquells anys, les Comissions Obreres (CCOO) començaren a fer protestes, vagues i manifestacions obreres.
- A més, l'ETA nasqué per fer front al règim. El 1968 començaria a matar dirigents franquistes. L'organització terrorista faria l'assassinat més important de la seva història franquista el 1973, quan feu volar pels aires el president del govern, el tecnòcrata Luis Carrero Blanco.

La crisi del petroli del 1973 va comportar un desequilibri en el pressupost i en la balança de pagaments per l'augment de les subvencions al preu de l'energia que no s'ajustava a la realitat internacional, generant desajust pressupostari, inflació i atur, aplaçant la presa de decisions per fer front a la crisi i començant una etapa de declivi i recessió econòmica. Era la desfeta de la dictadura, que anava paral·lel amb el de l'existència del seu dictador, Francisco Franco. Amb la salut feble, el 1975 no pogué evitar que l'exèrcit marroquí de Hassan II en la marxa verda, conquerís les possessions espanyoles a l'Àfrica, bàsicament el Sàhara, amb 350.000 soldats. Allò feu tornar el desert a Mauritània i el Marroc. La tardor d'aquell any, oficialment el 20 de novembre (altres teories diuen que fou abans), l'home que havia estat el dictador del país durant 36 anys moria finalment.

#### Tercera Restauració Borbònica (des de 1975)

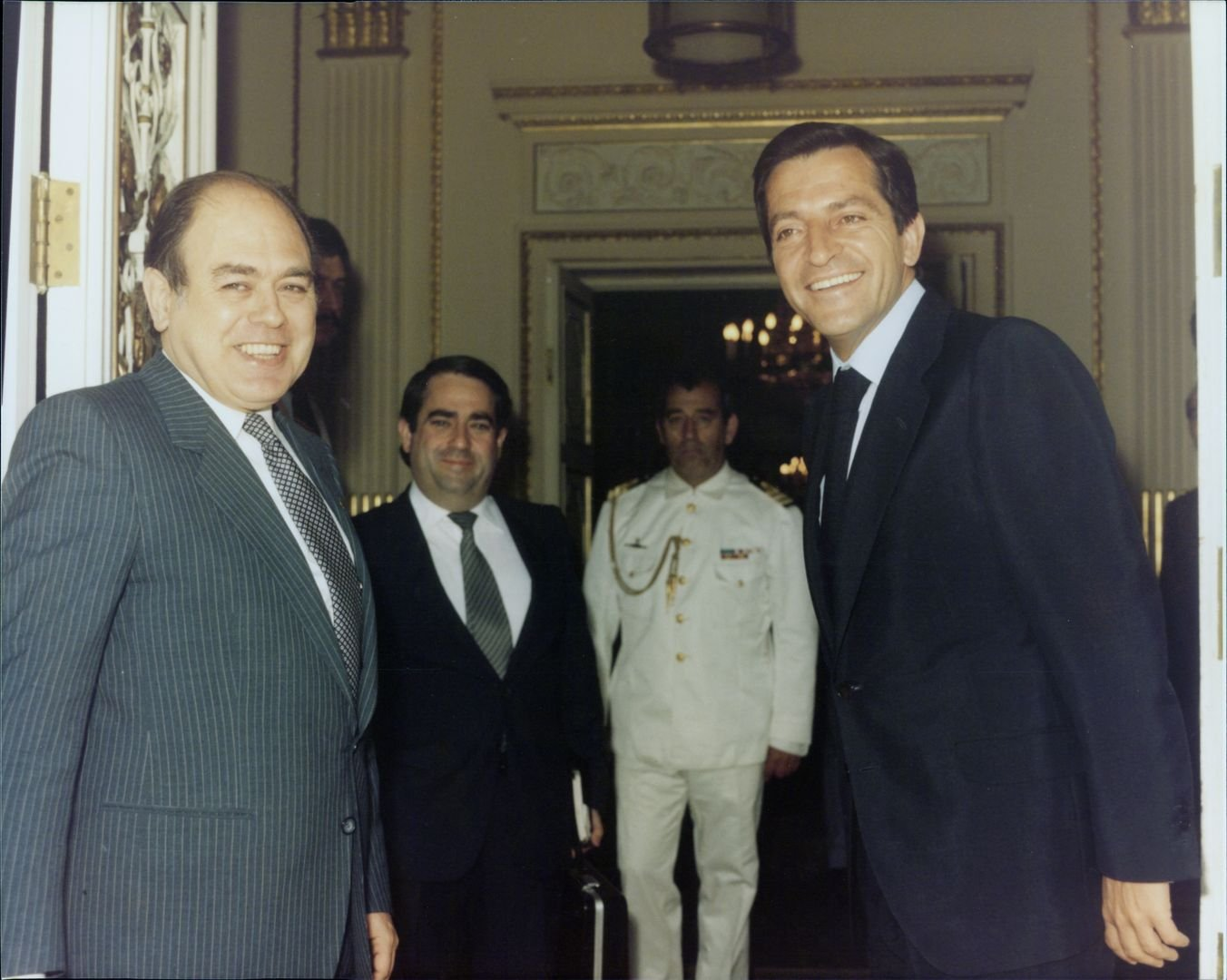
Adolfo Suárez i Jordi Pujol el 1978.

El dia 22 de novembre del 1975, l'infant Joan Carles de Borbó era proclamat Rei d'Espanya com a Joan Carles I. Aquest no seguiria els passos del seu predecessor; amb allò s'acabava l'era dictatorial, i començaria una nova etapa per la història del país que s'ha anomenat "transició", referint-se al pas del franquisme a la democràcia. Tot just el 5 de desembre, el rei designà un govern encapçalat per Arias Navarro, perquè n'establís les bases. Arias posà com a ministre entre altres Manuel Fraga (que fou el cap visible del govern), però aquests no foren capaços d'agilitzar el procés de democràcia. És per això que el Rei li demanà a Arias Navarro que dimitís, i fou nomenat cap de govern Adolfo Suárez.

L'Espanya de les autonomies, un dels majors canvis de la democràcia.

El nou president convocà un referèndum per la reforma política, per acceptar o no la reimplantació de les eleccions a les Corts Constituents, a la democràcia: el 94% de la població votà sí. El 15 de juny de 1977, es feren les primeres eleccions a les Corts, encara que el mig any que anà del referèndum a les eleccions, fou el més caòtic en la Transició: conflictivitat laboral i social, problemes amb el terrorisme i la legalizació de partits (sobretot en el Partit Comunista (PCE) de Santiago Carrillo), els nacionalismes i una situació econòmica cada vegada més crítica.
A la fi, les primeres eleccions democràtiques després de 1936 es feren, el resultat fou la victòria amb el 34% dels vots per l'UCD, i el 29% pel PSOE; Adolfo Suárez continuava com a president. A aquest li exigirien una nova Constitució espanyola ràpidament, ja que la situació era força complicada sense la carta magna, sobretot econòmicament.
Entre aquell any i el 1978, una comissió de set polítics construïren el document, que fou aprovat finalment el 6 de desembre de 1978 en referèndum àmpliament, però amb una abstenció d'un terç dels votants. La Constitució de 1978 potenciava molt els drets dels ciutadans, que eren tots iguals i amb els mateixos drets. Econòmicament, tot i ser òbviament capitalista, la constitució complaïa força els obrers.
Semblava que la transició quedava enrere, i el 1979 se celebraven unes noves eleccions a les Corts, on l'UCD i Suárez repetien govern, i es feien les primeres eleccions a les diverses alcaldies del territori. També s'aprovaven els primers estatuts d'autonomia, el basc i el català.
Dos anys després, Suárez dimitia com a president, i en la sessió d'investidura del seu successor de l'UCD, el 23 de febrer, el tinent coronel Antonio Tejero Molina entrà al Congrés i intentà fer un cop d'estat, que el rei frenà aquella mateixa nit. Dos dies després, Leopoldo Calvo-Sotelo era elegit president del govern.

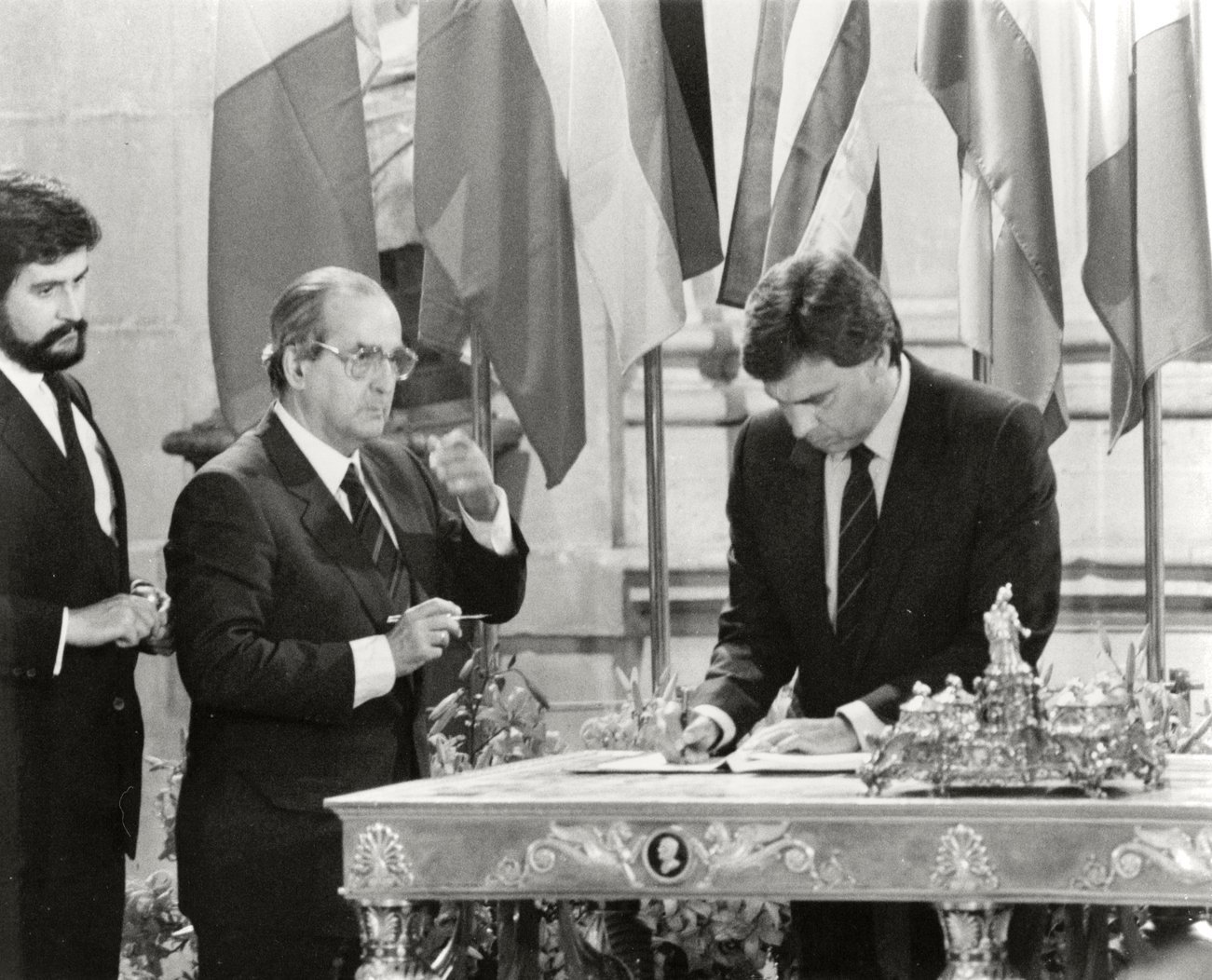
Felipe González signant el tractat d'adhesió a la Comunitat Econòmica Europea el 12 de juny de 1985.

El 1982, es feien unes noves eleccions a les Corts, on el PSOE sortí vencedor, i el cap de govern passà a ser Felipe González. En aquella legislatura, de 4 anys, Espanya entrà a l'OTAN el 1982 (amb un referèndum) i a la Comunitat Econòmica Europea el 1986, el mateix any que unes noves eleccions li revalidaren el càrrec.2019
Durant la dècada de 1980 es va establir els tres pilars de l'Estat de benestar espanyol: el Sistema Nacional de Salut, el sistema educatiu i sistema de pensions.
La democràcia estava establerta, però no per això tots els problemes estaven resolts: el juny de 1987, un atemptat de l'ETA a Barcelona matava 20 persones; el terrorisme era infrenable. Nogensmenys, l'economia de l'estat començava a millorar a causa de l'entrada a la CEE. Per això, el 1989 els socialistes revalidaven la victòria a les eleccions fins a 1993.
Era l'última legislatura de Felipe González, ja que el mateix any es destapava el primer dels fraus que desgastarien el govern. Luis Roldán, cap de la guàrdia civil, fou el protagonista d'aquella estafa. Anys més tard, es destapaven altres fraus, com els casos de Mario Conde, Rafael Vera o José Barrionuevo. Per altra banda, també es destapava l'afer GAL, una organització armada del govern que pretenia contrarestar ETA.
El 1996, González avançà les eleccions pel deplorable estat de la legislatura, i com era d'esperar, el PP en fou el guanyador. El president del govern passava a ser el conservador José María Aznar, que obtingué el suport de la federació nacionalista catalana CiU, el partit basc PNB i la Coalició Canària (CC). En la legislatura, acceptà com onze països més la instauració d'una nova moneda comuna per tota la Unió Europea: l'euro. També destacà la treva que feu ETA durant més d'un any, per poder pactar amb el govern. La banda terrorista acabà amb la treva el 2000, al·legant que el PP no volia dialogar amb ells. Aquell any, el partit conservador renovava el poder en unes noves eleccions, ara amb majoria absoluta.

### Segle XXI
En aquella legislatura, una nova moneda europea entrà en vigor a l'Estat (gener de 2002); però, com l'última del PSOE, va estar plena d'irregularitats: el 20 de juny de 2002, el govern afrontà una vaga general organitzada per la UGT i les CCOO. El mes següent, l'Exèrcit espanyol procedí a la conquesta de l'illot de Perejil, ocupat per pastors marroquins. Allò va ser l'inici d'un seguit de males convivències entre els dos països. A finals d'any, el naufragament d'un petroler anomenat "Prestige" va provocar el vessament d'una enorme quantitat de petroli sobre les costes gallegues, principalment. Va ser l'inici d'una crisi política i medioambiental en l'Estat.

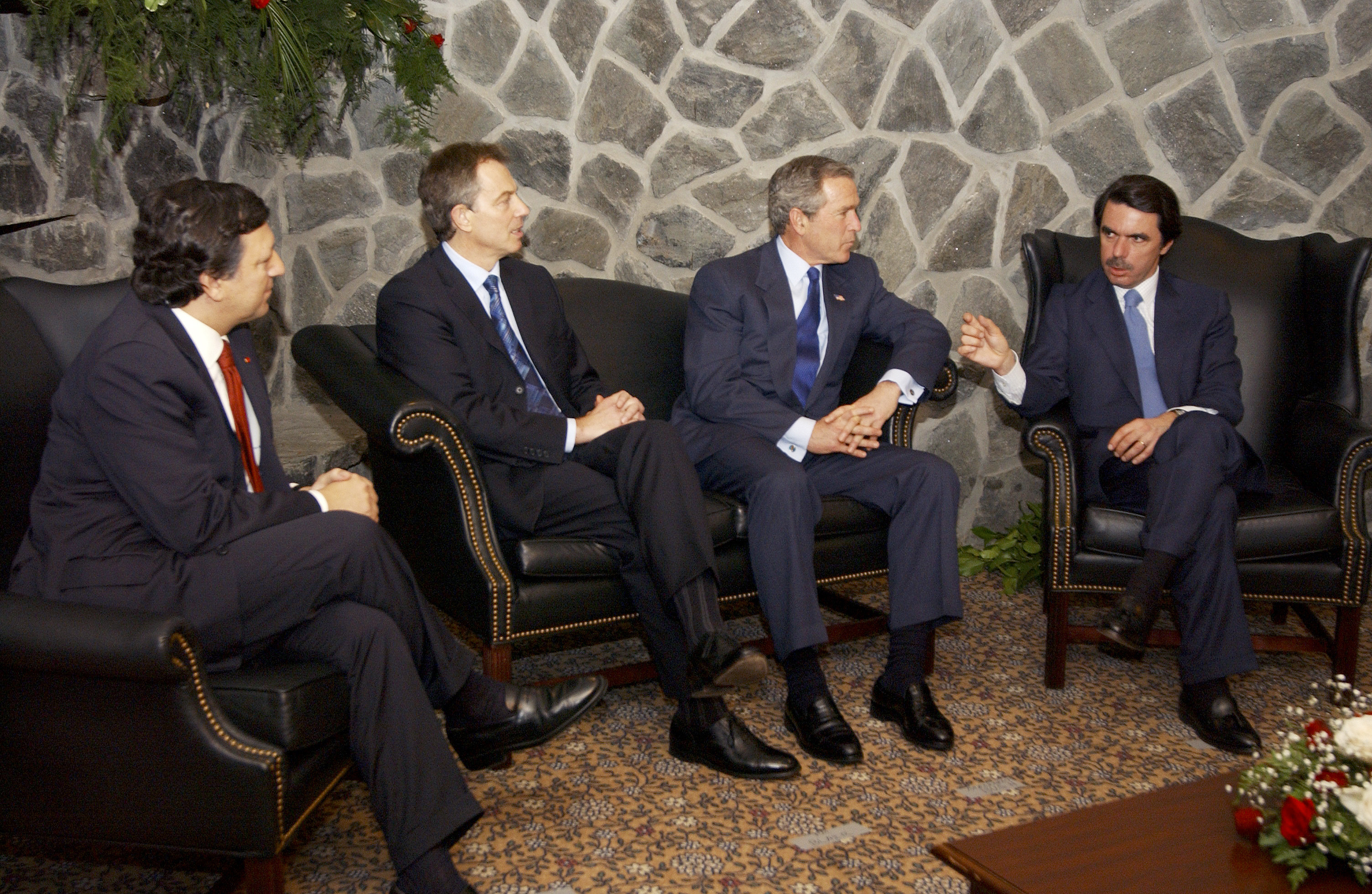
Aznar, Bush, Blair i Barroso als Açores

L'any següent, Aznar acompanyava els Estats Units de George W. Bush i el Regne Unit de Tony Blair a la guerra de l'Iraq, enviant-hi tropes quan la gran majoria de la població mostrà el seu rebuig en milionàries manifestacions. Finalment, a les acaballes de la legislatura, l'11 de març de 2004, un atemptat islamista a Madrid matà 192 persones i sacsejà la societat. L'atac responia a les amenaces que havia fet temps enrere l'organització terrorista Al-Qaida.
Tres dies després, unes noves eleccions donaren altra vegada el poder al PSOE, amb José Luis Rodríguez Zapatero com a nou president del govern. La nova executiva ordenà la retirada de les tropes a l'Iraq aquell mateix any, i el següent, convocà un nou referèndum al país sobre una nova proposta de Constitució Europea. Els ciutadans l'aprovaren àmpliament també, però mostraren la seva indiferència amb el 40% d'abstenció. El 2005, també fou l'any en què s'aprovà la llei que legalitzava els matrimonis entre persones del mateix sexe.2019
El desembre de 2005 s'aprovà la Llei de Promoció de l'Autonomia Personal i Atenció a les persones en situació de dependència, amb la qual s'establia el quart pilar de l'Estat del benestar espanyol: el Sistema per a l'Autonomia i l'Atenció a la Dependència.
La fi de la legislatura amb el govern del PSOE es caracteritza pel fet que tenia moltes negociacions complexes obertes. Un dels temes més debatuts era la de donar 2.500 euros per fill, que tenia un debat al voltant de quan havia d'entrar en validesa: en juliol de 2007 per part del govern i a l'1 de gener d'eixe any per part de l'oposició. El Consell Econòmic i Social d'Espanya criticà la mesura per tindre un caràcter aïllat.
A partir de l'any 2010 hi hagué un gir de les polítiques culturals cap al retorn de la centralització afavorit aquest gir pel fet de no tindre polítiques que protegiren les minories culturals des de 30 anys abans.
El 2014 el Ministeri d'Hisenda publicà les dades de la balança fiscal de l'Estat espanyol i les autonomies. Els partits de l'oposició al Congrés dels Diputats rebutjaren les dades per considerar-les fàcilment manipulables en la seua presentació. L'aleshores president d'Extremadura va defendre, a partir d'aquestes dades, la balança fiscal, és a dir, l'statu quo del sistema de finançament autonòmic.
El 2016, l'estat de benestar espanyol es caracteritzava per tindre un pes d'un 5% del PIB inferior respecte la mitjana de la zona euro i per presentar diferències regionals quant a la despesa en serveis bàsics.
L'1 d'octubre del 2017 es realitzà a Catalunya un referèndum d'autodeterminació considerat inconstitucional. L'actuació de les forces policials espanyoles (Policia Nacional i Guàrdia Civil) va provocar centenars de ferits i es van confiscar desenes d'urnes de votacions. Junt a les forces policials hi hagué actuació censora per Internet per impedir la votació per mitjà electrònic. Els resultats del referèndum, anunciats per la Generalitat i qüestionats pel Govern central, fou d'un 92% a favor de la independència, amb una participació del 40% del cens electoral (2,2 milions de persones). Els resultats no foren controlats de manera independent, tal com informa la revista Foreign Policy. Aquest referèndum fou contestat amb l'aplicació d'un article de la Constitució (l'art. 155) per a convocar eleccions el 21 de desembre, suposant una altra victòria amb majoria absoluta per als partits independentistes contra els defensors de l'aplicació del 155 amb una participació del 81,95% del cens, una xifra històrica.
El Fòrum Econòmic Mundial indicà en un informe basat en dades del 2017 que la independència del poder judicial espanyol està per sota de la d'Aràbia Saudita, Namíbia, Índia, l'Azerbaidjan, Tadjikistan i Xina amb una puntuació d'un 4,2.
El maig de 2018 la sentència del cas Gürtel, que implica al Partit Popular com a delinqüent a títol lucratiu de la trama de corrupció política, va ser contestada amb la presentació per part del PSOE i d'Units-Podem d'una moció de censura contra el president Mariano Rajoy i de Ciutadans de demanar eleccions anticipades, i en cas de negar-se, una moció instrumental. El Partit Popular es converteix, amb aquesta sentència judicial publicada el dijous 24 de maig, en el "primer partit polític en democràcia condemnat per corrupció a Espanya".
L'octubre de 2018, el govern de Sánchez plantejà una pujada dels impostos que afectaria al 0,5% dels contribuents i a l'1% de les empreses. Aquesta pujada pensava cobrir ingressos per als pressupostos estatals de 2019. Aquest projecte fallit va ser presentat el maig de 2019 com al Pla d'Estabilitat 2019-2022 a la Comissió Europea. El programa, anomenat Actualització del Pla d'Estabilitat 2019-22, va ser avaluat per l'AIReF en l'aspecte dels escenaris macroeconòmics previstos pel govern espanyol considerant-lo encertat i prudent.